# Concours Eurovision de la chanson 2018
Vous lisez un « bon article » labellisé en 2018.
All Aboard!
- Pays participants qualifiés pour la finale
- Pays participants éliminés en demi-finale
- Pays ayant participé dans le passé

Kiev 2017 Tel-Aviv 2019
Le Concours Eurovision de la chanson 2018 est la 63e édition du Concours et a lieu les 8, 10 et 12 mai 2018 à l'Altice Arena de Lisbonne au Portugal, à la suite de la victoire de Salvador Sobral au Concours 2017, avec la chanson Amar pelos dois. C'est la première fois que le pays accueille le Concours, cinquante-quatre ans après sa première participation. Quarante-trois pays participent à cette édition, dont le slogan est All Aboard! (en français Tous à bord !).
Israël remporte cette édition avec la chanson Toy interprétée par Netta, remportant 529 points. C'est la quatrième victoire du pays au Concours, la dernière étant en 1998.
Chypre arrive en deuxième position avec 436 points. L'Autriche arrive en troisième position avec 342 points. L'Allemagne et l'Italie complètent le Top 5.

## Préparation du Concours
À la suite de la victoire portugaise au Concours 2017, l'édition 2018 a lieu au Portugal. Les préparations ont commencé dès la conférence de presse de victoire de Salvador Sobral, dans la nuit du 13 au 14 mai 2017, lorsque Jon Ola Sand a remis aux représentants du diffuseur portugais RTP les premiers documents concernant l'organisation du Concours. Le pays accueille le Concours pour la première fois.

### Lieu
Très rapidement après la victoire de Salvador Sobral au Concours 2017, un site portugais spécialisé dans le thème de l'Eurovision annonce que le diffuseur RTP aurait cité la Altice Arena comme possible salle d'accueil pour le Concours. Le directeur général de RTP confirme ensuite cette annonce, indiquant qu'il est très probable que la Altice Arena accueille le Concours. Le 15 mai 2017, Lisbonne a été confirmée comme ville hôte de Concours 2018. Cette annonce provoque immédiatement une polémique, car d'ordinaire, une période de candidature a lieu avant la sélection officielle, pendant laquelle les villes du pays peuvent demander à accueillir le Concours. Le lendemain, le directeur des programmes de RTP revient donc sur la décision et indique qu'une période de candidature pour les villes portugaises serait ouverte.

#### Candidatures préliminaires
Avant même le début de la phase de sélection, les villes de Braga, Faro, Espinho, Faro, Guimarães, Lisbonne et Santa Maria da Feira indiquent être intéressées par l'accueil du Concours,,. Le maire de la ville de Porto, Rui Morera, annonce à la même date qu'il n'est pas intéressé par un accueil du Concours, mettant en cause un coût trop élevé.

#### Candidatures officielles
| \| 100 km1:5 803 000 Ville hôte Ville candidate \| Lisbonne Gondomar Braga Santa Maria da Feira |
| 100 km1:5 803 000 Ville hôte Ville candidate                                                    |

| 100 km1:5 803 000 Ville hôte Ville candidate |

Lors de la période de dépôt des candidatures, cinq villes se portent volontaires pour accueillir le Concours : Braga, Gondomar, Guimarães, Lisbonne et Santa Maria da Feira,. La décision est, comme chaque année, basée sur des critères d'accueil prédéfinis. Le 25 juillet 2017, RTP et l'UER annoncent que c'est finalement à la Altice Arena de Lisbonne que se déroulera le Concours Eurovision de la chanson 2018. Jon Ola Sand, superviseur exécutif du Concours depuis 2011, indique que « la ville a présenté une proposition remarquable, et nous attendons avec impatience de travailler ensemble afin de rendre la première édition du Concours au Portugal ».
| Ville                     | Lieu                               | Notes |
| Ville choisie             | Ville choisie                      | Ville choisie |
| ------------------------- | ---------------------------------- | --- |
| Lisbonne                  | Altice Arena                       | Plus grande aréna du pays. A accueilli, entre autres, l'Expo '98, le championnat du monde masculin de handball 2003, les MTV Europe Music Awards 2005 et le Web Summit 2016. |
| Candidatures non-retenues |                                    | |
| Braga                     | Parc des Expositions               | — |
| Gondomar                  | Multiusos Gondomar Coração de Ouro | — |
| Guimarães                 | Multiusos de Guimarães             | — |
| Santa Maria da Feira      | Europarque                         | A accueilli le Festival da Canção en 2001, le conseil européen des 19 et 20 juin 2000, ainsi que des concerts de plusieurs artistes locaux et internationaux.                |

### Organisation

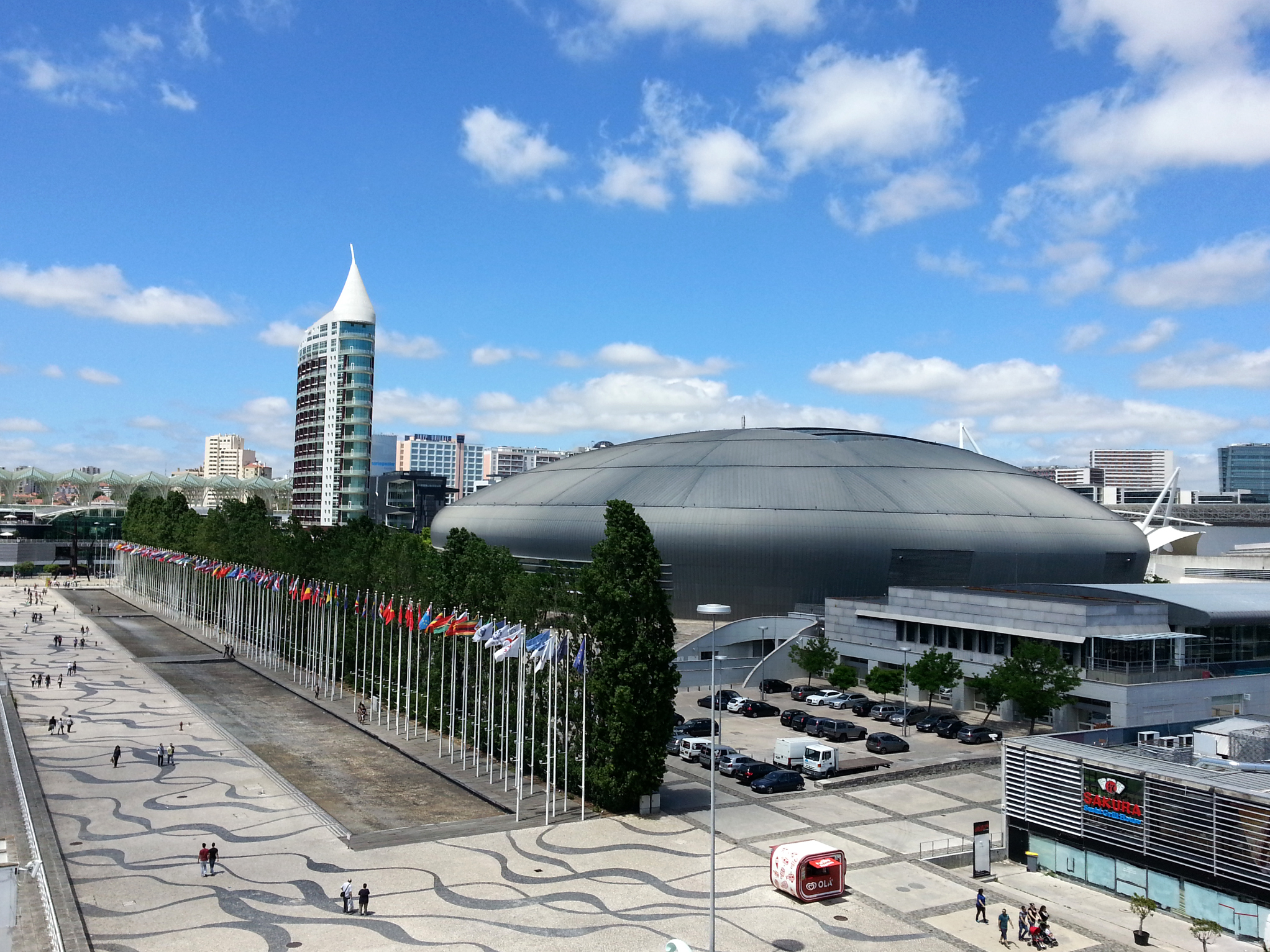
La Altice Arena, où s'est tenu l'Eurovision 2018.

Les dates du Concours, annoncées en même temps que la ville hôte, sont fixées aux 8 et 10 mai 2018 pour les demi-finales et au 12 mai 2018 pour la finale.
Le 26 juillet 2017, il est annoncé que la taxe de séjour de Lisbonne sera utilisée pour financer le Concours. Fixée à un montant d'un euro par nuit et par visiteur depuis 2016, cette taxe a rapporté, en 2016, 13,5 M€ à la capitale portugaise. Le nombre de touristes à Lisbonne étant prévu à la hausse, il est attendu que tout ou une grande partie du Concours soit financé par cette taxe, et ce bien que le budget final du Concours ne soit pas encore connu.
Le 16 octobre 2017, Gonçalo Reis, président du conseil d'administration de RTP annonce que « L'Eurovision le moins cher aura lieu à Lisbonne en 2018 » tout en assurant que « [les] équipes créatives développeront une des éditions les plus intéressantes ». Les premières estimations du budget sont publiées le 12 novembre 2017. Il est ainsi annoncé que le budget sera réparti entre le diffuseur hôte, à hauteur d'environ 12 M€ ; la ville de Lisbonne et son office du tourisme, pour environ 5 M€ ; et l'office de tourisme national du Portugal. Le budget total ne devrait pas excéder 23 M€,.

### Partenaires
L'Eurovision 2018 se déroule en partenariat avec plusieurs entreprises. Osram, Riedel Communications et The Native sont une fois de plus partenaires du concours tandis que de nouveaux partenariats se forment avec Super Bock, Visit Portugal et Vueling Airlines. Ces six entreprises sont qualifiées de « partenaires officiels ». On retrouve également des partenaires dits « partenaires nationaux » avec l'entreprise Delta Q et l'Hospital da Luz de Lisbonne.

### Modification du règlement
Le 31 juillet 2017, l'UER annonce des changements au règlement, à la suite d'événements lors de l'édition 2017.
Tout d'abord, les diffuseurs participants doivent s'assurer qu'aucune restriction ne pèse sur les membres de leur délégation ou sur les artistes. Ils doivent aussi s'assurer que les membres de la délégation et les artistes n'enfreignent pas la législation du pays hôte et prendre les mesures nécessaires, au sein de leur délégation, pour assurer que le Concours ne soit pas politisé et qu'aucune mention — directe ou indirecte — d'organisations, de marques, de produits, etc. ne soit faite,. Ces premières mesures font écho au bannissement de l'artiste russe par le Service de sécurité d'Ukraine en 2017.
Le nouveau règlement possède également des clauses supplémentaires quant aux jurys nationaux. Ces derniers ne doivent avoir aucun lien avec les artistes et/ou les chansons participantes. Leur vote doit être basé sur leur expérience et leurs compétences professionnelles uniquement. Ils ne doivent en aucun cas partager avant la procédure leurs opinions, leurs préférences ou leurs votes, que ce soit de manière publique ou avec les autres jurés,. Ces mesures sont prises à la suite du remplacement d'un juré norvégien qui avait tenu des propos contre le représentant irlandais Brendan Murray.
Ensuite, le diffuseur hôte est tenu de respecter l'agenda et les échéances ainsi que la feuille de route prévus par l'UER, sous peine de se voir retirer le droit d'accueillir le Concours. L'UER se réserverait alors à un autre diffuseur d'accueillir le Concours,. Cette mesure a été décidée après les multiples problèmes d'organisation lors du Concours 2017.
Enfin, le diffuseur hôte est tenu d'assurer que chaque participant puisse faire sa prestation en direct sur la scène et d'assurer le caractère apolitique du Concours, sur lequel l'UER insiste tout particulièrement dans son communiqué,.

### Présentatrices

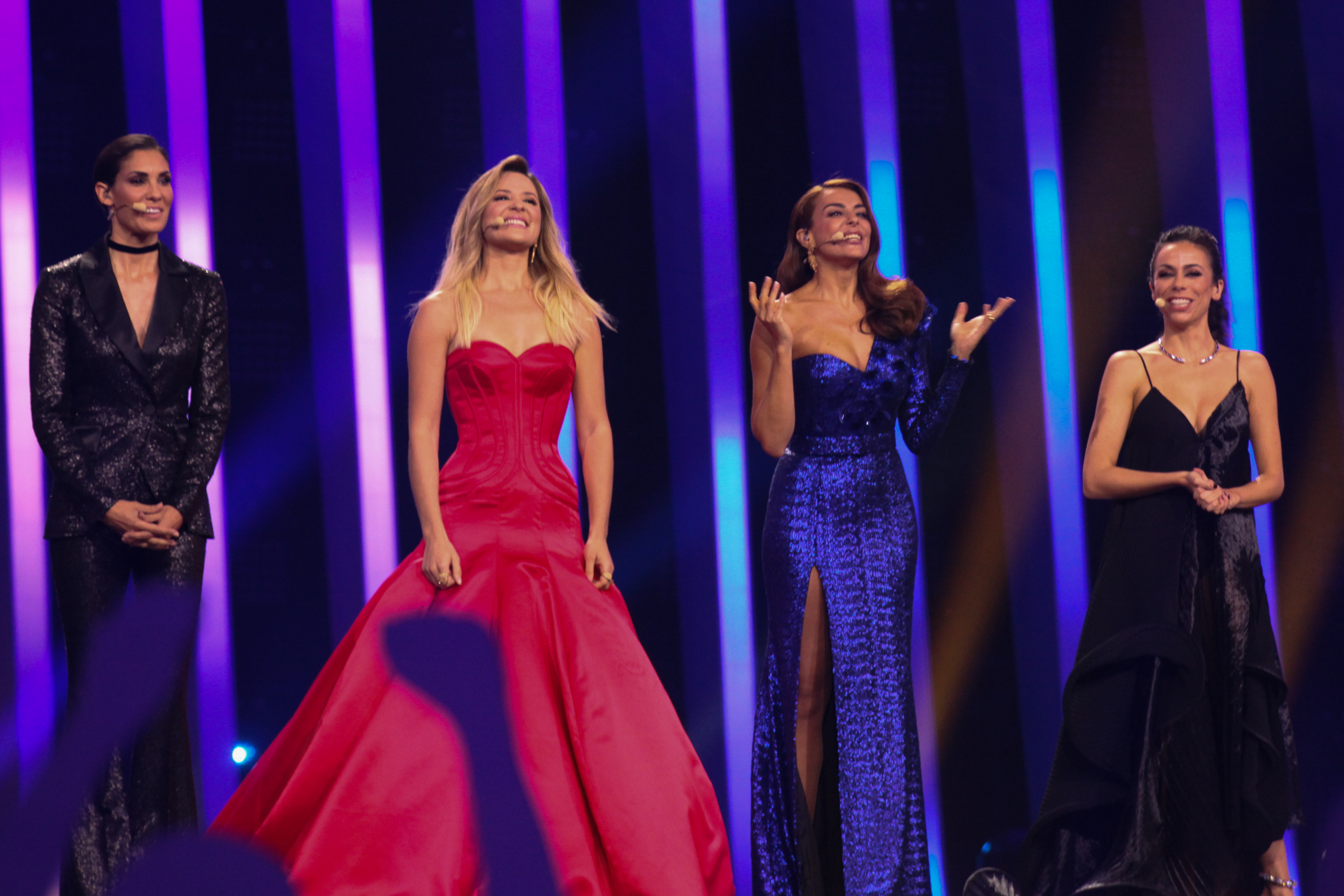
Daniela Ruah, Catarina Furtado, Sílvia Alberto et Filomena Cautela.

Le 8 janvier 2018, le diffuseur RTP annonce les quatre présentatrices du Concours : Filomena Cautela, actrice et présentatrice de télévision portugaise, porte-parole du pays lors du Concours 2017 ; Sílvia Alberto, présentatrice de la télévision portugaise et notamment des émissions Masterchef, Topchef et Portugal's Got Talent ; Daniela Ruah, actrice américano-portugaise jouant dans NCIS : Los Angeles ; et Catarina Furtado, également actrice et présentatrice de télévision portugaise.

### Slogan et identité visuelle

Les variations du logo du Concours 2018.

RTP révèle le 7 novembre 2017 le slogan et le logo de cette édition. Tous deux sont inspirés de la connexion qu'a Lisbonne avec le monde maritime, rendant la couleur bleue prédominante dans l'identité visuelle. Le slogan All Aboard ! (en français Tous à bord) est une manière d'inviter les pays à se réunir pour la compétition. La diversité européenne a, par ailleurs, incité l'équipe de design à créer plusieurs logos. Ainsi, le logo principal représente un coquillage, mais douze autres variations existent, représentant algues, plancton et autres organismes marins. Elles représentent la diversité, le respect et la tolérance. Gonçalo Madaíl explique que « Lisbonne est de plus en plus une ville de toutes les couleurs, un port de cultures et de sons qui vous invite à monter à bord ».

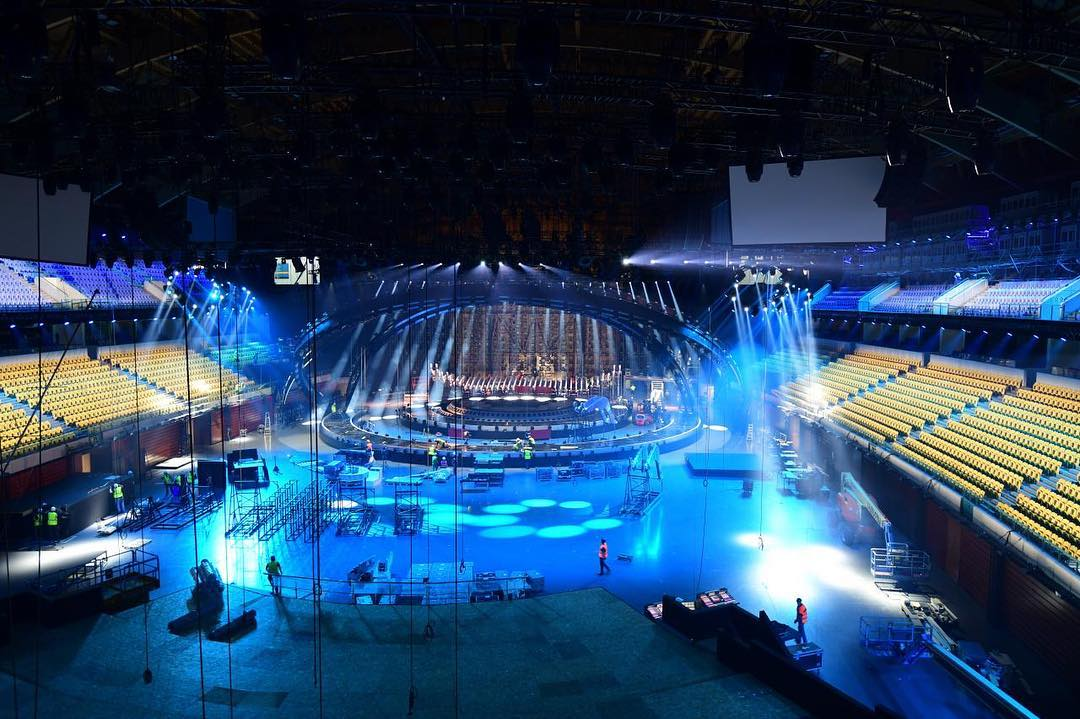
La scène du Concours Eurovision de la chanson 2018.

Le design de la scène a, pour sa part, été révélé le 5 décembre 2017. Il a été conçu par Florian Wieder, également concepteur du design de la scène du Concours 2017. Wieder s'est basé sur quatre grandes lignes, liée à l'histoire et à la culture du Portugal, pour son design :
- la navigation : l'élément visuel clé de ce design est une sphère armillaire, l'idée provenant de la présence de l'objet sur le drapeau du Portugal ainsi que sur ses armoiries. La scène a également été inspirée par la construction des navires, domaine dans lequel les Portugais ont excellé ;
- la mer : le design a été conçu afin de montrer une interprétation moderne d'une vague ;
- les cartes : Lisbonne devient ici le centre de la carte, où toutes les lignes se rejoignent.

Wieder déclare : « Avec cette scène, le Portugal sera le navigateur et le compas à nouveau. ». Paulo Resende, producteur exécutif du Concours, a pour sa part déclaré :

« Les exigences conceptuelles ont pour but de montrer l'identité portugaise, d'être élégants et modernes tout en étant uniques et distinctifs. Afin de garantir la différence avec les éditions précédentes, cette scène devait représenter un message fort par elle-même. Le résultat est un chef-d'œuvre remarquable par Florian Wieder qui répond entièrement au concept et au récit éditorial de ce projet. Il reflète l'identité portugaise d'une manière très élégante et distinctive, possède une certaine modernité respectant l'héritage portugais, et de plus, l'ambiance visuelle créée souligne une différence cohérente. »

Quelques jours plus tard, le 9 décembre 2017, il est également révélé que la performance de Salvador Sobral lors de l'édition 2017 a également inspiré Wieder. La simplicité et la sobriété de sa mise en scène ont permis à Salvador de se distinguer des autres participants. L'abandon de l'éclairage LED fait partie des grands changements apportés par ce design par rapport aux années précédentes. Ola Melzig, un des producteurs de l'Eurovision a déclaré à ce propos :

« Je suis l'un des initiateurs de l'incorporation de cette technologie sur la scène de l'Eurovision pendant la dernière décennie, et nous l'avons considérablement utilisée pendant plus de quinze ans. Peut-être pour cette raison, je pense que le temps de grands changements est venu : repenser le concept et concentrer toute l'attention sur les artistes et leurs chansons. [...] La scène sera originale et moderne, en parfait alignement avec la mise en scène victorieuse de Salvador Sobral à Kiev, qui a montré que la musique n'est pas un feu d'artifice. »

## Concours

### Liste des participants
La liste des participants a été publiée le 7 novembre 2017. Elle indique la participation de quarante-deux pays. Parmi eux, la Russie, qui n'a pas pu participer en 2017, fait son retour. Cette première liste n'inclut pas la Macédoine. En effet, cette dernière s'étant vu retirer son accès aux services de l'UER en raison de ses dettes trop importantes, sa participation était bloquée de facto,. Cependant, la dette ayant été remboursée et les sanctions levées, le pays a finalement été autorisé à concourir, portant le nombre de participants à quarante-trois. Le nombre de participants égalise ainsi le record établi en 2008 et 2011.
Par ailleurs, plusieurs pays ont annoncé leur non-participation en 2018, dont :
- Kazakhstan – Khabar Agency étant devenue membre associé de l'UER le 1er janvier 2016, la possibilité d'une participation était ouverte[33]. En effet, le Groupe de Référence du Concours peut autoriser le début d'un membre associé de l'UER[34]. Le pays n'a cependant pas été invité à participer au Concours[28].
- Kosovo – À la fin du mois de mai 2017, les médias kosovars révèlent que le diffuseur RTK espère débuter au Concours en 2018 et a reçu l'assurance de participer en cas d'accord du pays hôte. Le directeur du diffuseur kosovar, Mentor Shala, assure alors avoir le soutien de diffuseurs nationaux de la région des Balkans même si la Bosnie-Herzégovine et la Serbie s'opposent à une éventuelle participation du pays[35]. Le 27 septembre 2017, Mentor Shala s'exprime sur une possible participation du pays. Il indique que le Groupe de Référence du Concours a, pour l'édition 2017, exprimé son accord envers une participation kosovare à la condition que l'indépendance du Kosovo ait été reconnue par le pays hôte — en l'occurrence, l'Ukraine. Cette condition n'étant pas remplie, le Kosovo n'a pas pu concourir en 2017. Le Portugal reconnaissant l'indépendance kosovare et le Groupe de Référence ayant une seconde fois donné une réponse positive, le diffuseur avait bon espoir de débuter en 2018. Pourtant, l'UER a finalement refusé la participation du pays car il n'est pas reconnu par l'ONU. Cette raison a été qualifiée d'« absurde quand on considère que le Kosovo est admis à toutes les Fédérations et autres organisations mondiales telles que l'UEFA, la FIBA, etc. » et d'« injuste » par Shala[36].
- Turquie – Le 12 juillet 2017, la chanteuse turque Sertab Erener, gagnante du Concours Eurovision de la chanson 2003, annonce via un direct sur Instagram que la Turquie ferait son grand retour au Concours en 2018, souhaitant bonne chance au prochain représentant du pays[37]. Malgré ces allégations, Bekir Bozdağ, le premier ministre turc, déclare le 7 août 2017 lors d'une rencontre avec plusieurs représentants de journaux locaux au siège de TRT, qu'« il n'y a aucune décision ni travail de fait dans cette direction »[38]. Le même jour, la chaîne confirme qu'elle n'a pas l'intention de participer en 2018, confirmant ainsi les dires de Bekir Bozdağ[39]. Les raisons avancées sont identiques aux années précédentes : le diffuseur s'oppose au système de vote existant, où les jurys ont un poids de 50 % ainsi qu'à l'existence du Big Five qui représente une injustice pour TRT. De plus, les coûts de participation sont trop élevés pour le pays[40]. La dernière participation du pays était en 2012.

Les diffuseurs bosnien et slovaque renoncent à un retour en raison de difficultés financières. Le diffuseur liechtensteinois renonce à un début pour les mêmes motifs mais indique avoir l'intention de participer dans le futur. Andorre, le Luxembourg et Monaco annoncent leur non-participation sans citer de raisons. Enfin, l'absence du Maroc n'est confirmée que lors de la publication de la liste des participants.

### Tirage au sort des demi-finales

Pays participant à la première demi-finale
Pays pré-qualifié votant dans la première demi-finale
Pays participant à la deuxième demi-finale
Pays pré-qualifié votant dans la deuxième demi-finale

Pour répartir les pays dans les différentes demi-finales, un tirage au sort se déroule. Lors de ce même tirage au sort, les pays qualifiés d'office pour la finale — le Portugal, pays hôte, ainsi que les cinq principaux contributeurs financiers de l'UER : l'Allemagne, l'Espagne, la France, l'Italie et le Royaume-Uni — tirent, pour leur part, la demi-finale durant laquelle ils auront le droit de vote.
Préalablement au tirage, le diffuseur italien RAI a demandé de pouvoir diffuser et voter lors de la deuxième demi-finale car la date de la première demi-finale coïncidait avec la date de la finale de The Voice of Italy, ce qui lui a été accordé.
Ce tirage a lieu le 29 janvier 2018 et est en fonction des lots suivants, basés sur les tendances des votes lors des Concours précédents :
| Lot 1                                                                     | Lot 2                                                       | Lot 3                                                              | Lot 4                                                       | Lot 5                                                            | Lot 6                                                           |
| ------------------------------------------------------------------------- | ----------------------------------------------------------- | ------------------------------------------------------------------ | ----------------------------------------------------------- | ---------------------------------------------------------------- | --------------------------------------------------------------- |
| - Albanie - Croatie - Macédoine - Monténégro - Serbie - Slovénie - Suisse | - Danemark - Finlande - Irlande - Islande - Norvège - Suède | - Arménie - Azerbaïdjan - Biélorussie - Géorgie - Russie - Ukraine | - Bulgarie - Chypre - Grèce - Hongrie - Moldavie - Roumanie | - Australie - Autriche - Israël - Malte - Tchéquie - Saint-Marin | - Belgique - Estonie - Lettonie - Lituanie - Pays-Bas - Pologne |

### Artistes de retour
L'édition 2018 voit deux artistes ayant déjà participé, dont un vainqueur, prendre part à nouveau au Concours.
| Pays     | Artiste         | Année(s) précédente(s)                              |
| -------- | --------------- | --------------------------------------------------- |
| Norvège  | Alexander Rybak | 2009 (vainqueur)                                    |
| Pays-Bas | Waylon          | 2014 (en tant que membre du duo The Common Linnets) |

### Cartes postales
Les cartes postales, sur le thème « Bienvenue au Portugal », sont censées mettre en valeur la beauté du Portugal. Elles commencent avec un plan montrant le paysage d'une ville portugaise. Ensuite, apparaît une porte en bois de laquelle sortent les représentants du pays. Ils rencontrent ensuite un ou plusieurs habitants de la ville qui leur font faire une « activité ou défi » (faire de l'équitation, cuisiner des pastéis de nata...). La carte postale se termine enfin avec un plan des artistes prenant un selfie devant le lieu où a pris place la carte postale, alors que le hashtag apparaît à l'écran,.

### Répétitions
Les répétitions des demi-finalistes se déroulent la semaine précédant le Concours, du 29 avril 2018 au 5 mai 2018. Chaque participant aura deux répétitions individuelles : la première d'une durée de 30 minutes, la seconde d'une durée de 20 minutes, se déroulant dans l'ordre de passage des demi-finales. Les pays qualifiés d'office — le Portugal et le Big Five — auront également deux répétitions individuelles : la première le vendredi 4 mai 2018 et la seconde le dimanche 6 mai 2018. Deux conférences de presse par participant sont également prévues : une après chaque répétition,,.
Les répétitions générales sont au nombre de trois par show : deux la veille et une le jour-même. La deuxième répétition générale, qui a lieu la veille du show à la même heure, se déroule devant les jurys nationaux qui enregistrent leurs votes. Elle est donc d'une grande importance pour les participants.

### Première demi-finale
Cette demi-finale a lieu le mardi 8 mai 2018. L'Espagne, le Portugal et le Royaume-Uni votent et un extrait de leur chanson est diffusé lors de cette demi-finale. L'ordre de passage des participants, déterminé par les producteurs, est annoncé le 3 avril 2018.
Les qualifiés sont : l'Albanie, la Tchéquie, la Lituanie, Israël, l'Estonie, la Bulgarie, l'Autriche, la Finlande, l'Irlande et Chypre. Cette demi-finale voit la Finlande se qualifier pour la première fois depuis 2014 et l'Irlande se qualifier pour la première fois depuis 2013. À l'inverse, la Belgique manque la finale pour la première fois depuis 2014 et l'Arménie pour la première fois depuis 2011. Quant à l'Azerbaïdjan, il échoue en demi-finale pour la première fois depuis ses débuts.
- Qualifiés
- Dernier

| Ordre | Pays        | Artiste            | Chanson                | Langue             | Place | Points |
| ----- | ----------- | ------------------ | ---------------------- | ------------------ | ----- | ------ |
| 01    | Azerbaïdjan | Aisel              | X My Heart             | Anglais            | 11    | 94     |
| 02    | Islande     | Ari Ólafsson       | Our Choice             | Anglais            | 19    | 15     |
| 03    | Albanie     | Eugent Bushpepa    | Mall                   | Albanais           | 8     | 162    |
| 04    | Belgique    | Sennek             | A Matter of Time       | Anglais            | 12    | 91     |
| 05    | Tchéquie    | Mikolas Josef      | Lie to Me              | Anglais            | 3     | 232    |
| 06    | Lituanie    | Ieva Zasimauskaitė | When We're Old         | Anglais, lituanien | 9     | 119    |
| 07    | Israël      | Netta              | Toy                    | Anglais            | 1     | 283    |
| 08    | Biélorussie | Alekseev           | Forever                | Anglais            | 16    | 65     |
| 09    | Estonie     | Elina Nechayeva    | La forza               | Italien            | 5     | 201    |
| 10    | Bulgarie    | Equinox            | Bones                  | Anglais            | 7     | 177    |
| 11    | Macédoine   | Eye Cue            | Lost and Found         | Anglais            | 18    | 24     |
| 12    | Croatie     | Franka Batelić     | Crazy                  | Anglais            | 17    | 63     |
| 13    | Autriche    | Cesár Sampson      | Nobody but You         | Anglais            | 4     | 231    |
| 14    | Grèce       | Yiánna Terzí       | Óniró mou (Όνειρό μου) | Grec               | 14    | 81     |
| 15    | Finlande    | Saara Aalto        | Monsters               | Anglais            | 10    | 108    |
| 16    | Arménie     | Sevak Xanaghian    | Qami (Քամի)            | Arménien           | 15    | 79     |
| 17    | Suisse      | Zibbz              | Stones                 | Anglais            | 13    | 86     |
| 18    | Irlande     | Ryan O'Shaughnessy | Together               | Anglais            | 6     | 179    |
| 19    | Chypre      | Eleni Foureira     | Fuego                  | Anglais            | 2     | 262    |

### Deuxième demi-finale
La deuxième demi-finale a lieu le jeudi 10 mai 2018. L'Allemagne, la France et l'Italie votent et un extrait de leur chanson est diffusé lors de cette demi-finale. L'ordre de passage des participants, déterminé par les producteurs, est annoncé le 3 avril 2018.
Les qualifiés sont : la Norvège, la Serbie, le Danemark, la Moldavie, les Pays-Bas, l'Australie, la Hongrie, la Suède, la Slovénie et l'Ukraine. Lors de cette demi-finale, la Slovénie se qualifie donc pour la première fois depuis 2015. À l'inverse, la Roumanie et la Russie échouent toutes les deux pour la première fois depuis leurs débuts respectifs. La Pologne subit sa première élimination depuis 2011. Enfin, la Géorgie ayant été éliminée, 2018 est la première édition où les trois pays de la région du Caucase sont éliminés.
- Qualifiés
- Dernier

| Ordre | Pays        | Artiste                       | Chanson                     | Langue      | Place | Points |
| ----- | ----------- | ----------------------------- | --------------------------- | ----------- | ----- | ------ |
| 01    | Norvège     | Alexander Rybak               | That's How You Write a Song | Anglais     | 1     | 266    |
| 02    | Roumanie    | The Humans                    | Goodbye                     | Anglais     | 11    | 107    |
| 03    | Serbie      | Sanja Ilić & Balkanika        | Nova deca                   | Serbe       | 9     | 117    |
| 04    | Saint-Marin | Jessika feat. Jenifer Brening | Who We Are                  | Anglais     | 17    | 28     |
| 05    | Danemark    | Rasmussen                     | Higher Ground               | Anglais     | 5     | 204    |
| 06    | Russie      | Ioulia Samoïlova              | I Won't Break               | Anglais     | 15    | 65     |
| 07    | Moldavie    | DoReDoS                       | My Lucky Day                | Anglais     | 3     | 235    |
| 08    | Pays-Bas    | Waylon                        | Outlaw in 'Em               | Anglais     | 7     | 174    |
| 09    | Australie   | Jessica Mauboy                | We Got Love                 | Anglais     | 4     | 212    |
| 10    | Géorgie     | Iriao                         | For You                     | Géorgien    | 18    | 24     |
| 11    | Pologne     | Gromee feat. Lukas Meijer     | Light Me Up                 | Anglais     | 14    | 81     |
| 12    | Malte       | Christabelle Borg             | Taboo                       | Anglais     | 13    | 101    |
| 13    | Hongrie     | AWS                           | Viszlát nyár                | Hongrois    | 10    | 111    |
| 14    | Lettonie    | Laura Rizzotto                | Funny Girl                  | Anglais     | 12    | 106    |
| 15    | Suède       | Benjamin Ingrosso             | Dance You Off               | Anglais     | 2     | 254    |
| 16    | Monténégro  | Vanja Radovanović             | Inje                        | Monténégrin | 16    | 40     |
| 17    | Slovénie    | Lea Sirk                      | Hvala, ne!                  | Slovène     | 8     | 132    |
| 18    | Ukraine     | Mélovin                       | Under the Ladder            | Anglais     | 6     | 179    |

### Finale
La finale a lieu le samedi 12 mai 2018. Cette édition est la première depuis 1997 à comporter deux chansons interprétées en italien.
Le pays hôte, le Portugal, a tiré au sort le numéro 8 dans l'ordre de passage pour la finale lors du Meeting des Délégations le 12 mars 2018. Les pays du Big 5 ont, après leur seconde répétition, procédé à un tirage au sort déterminant dans quelle partie de la finale ils concourraient. Enfin, pour les vingt qualifiés, une conférence de presse est organisée à la suite de chaque demi-finale durant laquelle un tirage au sort similaire a ensuite lieu,, permettant aux producteurs du Concours de diffuser l'ordre de passage pendant la nuit suivant la deuxième demi-finale.

#### Entracte
Pendant l'entracte, Salvador Sobral interprète deux de ses chansons : tout d'abord Mano a Mano, puis son titre victorieux de l'Eurovision 2017, Amar pelos dois, en duo avec le chanteur brésilien Caetano Veloso. Le DJ portugais Branko se produit également, en collaboration avec Sara Tavares, Dino D'Santiago et Mayra Andrade.

#### Vote
Lors de la distribution du vote des jurys, aucun gagnant clair n'a émergé pendant un premier temps. En effet, les six premiers douze points ont été attribués à six pays différents. Cinq pays finissent cependant par se démarquer : l'Autriche, la Suède, Israël, l'Allemagne et Chypre. L'Autriche prend définitivement la tête à partir du 27e vote, le vote estonien. La Suède et Israël occupent respectivement les deuxième et troisième places à partir du vote arménien, 30e dans l'ordre du vote. L'Allemagne arrive quatrième et Chypre cinquième.
Le télévote modifie grandement le classement. Très rapidement, la Suède se voit attribuer 21 points, ce qui la place en 23e position du télévote. L'Autriche y termine seulement 13e avec 71 points. Toutes deux perdent alors toutes chances de victoire. Chypre se place deuxième, avec 253 points mais c'est finalement Israël qui remporte le télévote avec 317 points, ce qui permet au pays de prendre la tête et de remporter le Concours.
Les deux classements montrent de grandes différences de préférence entre les téléspectateurs et les jurys. Le plus grand écart est celui de la Suède, classée 2e par les jurys et 23e au télévote, soit une différence de 21 places. Le pays se classe finalement 7e. Vient ensuite l'Ukraine, classée 26e et dernière par les jurys mais qui obtient la 7e place au télévote, soit 19 places de différence. Le pays termine finalement 17e. Le Danemark termine à la 20e place pour les jurys mais en 5e position au télévote. Le pays termine finalement à la 9e place. Enfin, l'Italie se classe 17e au classement des jurys mais termine 3e au télévote, soit 14 places d'écart, ce qui lui permet d'atteindre la 5e place au classement final,.

#### Résultats

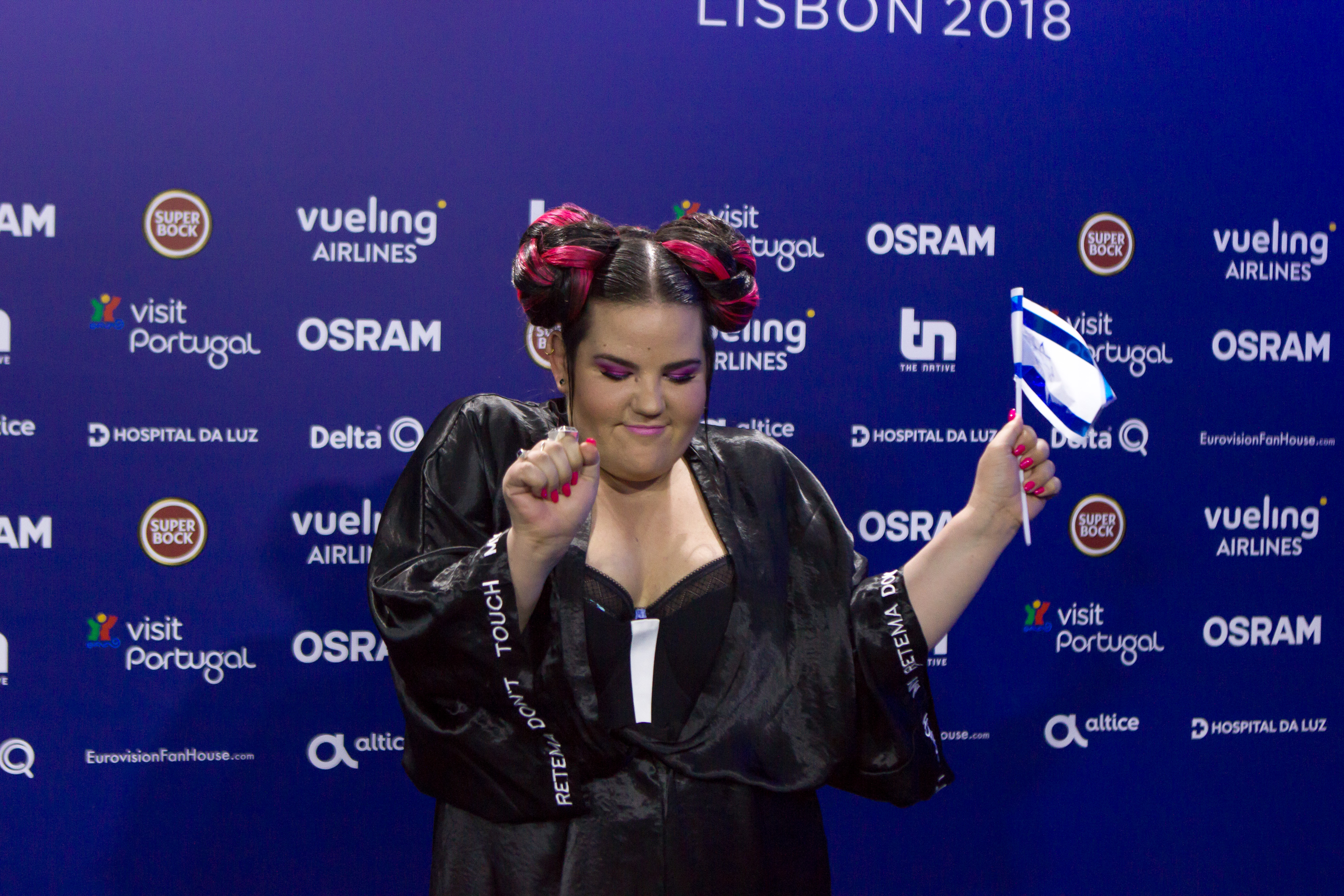
Netta Barzilai, lauréate du Concours Eurovision de la chanson 2018.

Cette édition est remportée par la chanson Toy, interprétée par la chanteuse israélienne Netta, avec 529 points. Il s'agit de la quatrième victoire d'Israël, la précédente étant en 1998. En deuxième position vient Chypre avec 436 points, obtenant ainsi son meilleur résultat. Le podium est complété par l'Autriche, qui obtient 342 points. Viennent ensuite l'Allemagne avec 340 points et l'Italie avec 308 points. Le Top 10 est complété par la Tchéquie — qui obtient son meilleur résultat —, la Suède, l'Estonie, le Danemark et la Moldavie.
Pour la première fois depuis 2012, plus d'un membre du Big 5 atteint le Top 10, l'Allemagne et l'Italie étant arrivées respectivement 4e et 5e. La France arrive en 13e position. Les autres qualifiés d'office terminent pour leur part en fin de classement : l'Espagne termine 23e, le Royaume-Uni 24e et la 26e et dernière place échoit au pays hôte, le Portugal, avec 39 points. C'est la troisième fois dans l'histoire du Concours que le pays hôte et vainqueur de l'année précédente termine en dernière position.
- Premier
- Deuxième
- Troisième
- Dernier

| Ordre | Pays         | Artiste                     | Chanson                     | Langue             | Place | Points |
| ----- | ------------ | --------------------------- | --------------------------- | ------------------ | ----- | ------ |
| 01    | Ukraine      | Mélovin                     | Under the Ladder            | Anglais            | 17    | 130    |
| 02    | Espagne      | Alfred & Amaia              | Tu canción                  | Espagnol           | 23    | 61     |
| 03    | Slovénie     | Lea Sirk                    | Hvala, ne!                  | Slovène            | 22    | 64     |
| 04    | Lituanie     | Ieva Zasimauskaitė          | When We're Old              | Anglais, lituanien | 12    | 181    |
| 05    | Autriche     | Cesár Sampson               | Nobody but You              | Anglais            | 3     | 342    |
| 06    | Estonie      | Elina Nechayeva             | La forza                    | Italien            | 8     | 245    |
| 07    | Norvège      | Alexander Rybak             | That's How You Write a Song | Anglais            | 15    | 144    |
| 08    | Portugal H T | Cláudia Pascoal             | O Jardim                    | Portugais          | 26    | 39     |
| 09    | Royaume-Uni  | SuRie                       | Storm                       | Anglais            | 24    | 48     |
| 10    | Serbie       | Sanja Ilić & Balkanika      | Nova deca                   | Serbe              | 19    | 113    |
| 11    | Allemagne    | Michael Schulte             | You Let Me Walk Alone       | Anglais            | 4     | 340    |
| 12    | Albanie      | Eugent Bushpepa             | Mall                        | Albanais           | 11    | 184    |
| 13    | France       | Madame Monsieur             | Mercy                       | Français           | 13    | 173    |
| 14    | Tchéquie     | Mikolas Josef               | Lie to Me                   | Anglais            | 6     | 281    |
| 15    | Danemark     | Rasmussen                   | Higher Ground               | Anglais            | 9     | 226    |
| 16    | Australie    | Jessica Mauboy              | We Got Love                 | Anglais            | 20    | 99     |
| 17    | Finlande     | Saara Aalto                 | Monsters                    | Anglais            | 25    | 46     |
| 18    | Bulgarie     | Equinox                     | Bones                       | Anglais            | 14    | 166    |
| 19    | Moldavie     | DoReDoS                     | My Lucky Day                | Anglais            | 10    | 209    |
| 20    | Suède        | Benjamin Ingrosso           | Dance You Off               | Anglais            | 7     | 274    |
| 21    | Hongrie      | AWS                         | Viszlát nyár                | Hongrois           | 21    | 93     |
| 22    | Israël       | Netta                       | Toy                         | Anglais            | 1     | 529    |
| 23    | Pays-Bas     | Waylon                      | Outlaw in 'Em               | Anglais            | 18    | 121    |
| 24    | Irlande      | Ryan O'Shaughnessy          | Together                    | Anglais            | 16    | 136    |
| 25    | Chypre       | Eleni Foureira              | Fuego                       | Anglais            | 2     | 436    |
| 26    | Italie       | Ermal Meta et Fabrizio Moro | Non mi avete fatto niente   | Italien            | 5     | 308    |

#### Conférence de presse du gagnant
Une conférence de presse a eu lieu après la finale. Netta s'exprime notamment sur son ressenti au Concours, sa victoire, sur sa chanson et son message — la chanson étant inspirée du mouvement #MeToo sur les violences faites aux femmes —, ainsi que sur ses plans de carrière. Marquant la clôture du Concours, la conférence se termine lorsque Jon Ola Sand, superviseur exécutif du Concours, remet à la délégation israélienne un premier cahier des charges pour l'accueil de l'édition suivante.

### Tableaux des votes

#### Première demi-finale
- Dix premiers par les jurys
- Dix premiers par le télévote
- Pays qualifiés
- Dernier

| Détail du vote des jurys lors de la première demi-finale  | Détail du vote des jurys lors de la première demi-finale | Détail du vote des jurys lors de la première demi-finale | Détail du vote des jurys lors de la première demi-finale | Détail du vote des jurys lors de la première demi-finale | Détail du vote des jurys lors de la première demi-finale | Détail du vote des jurys lors de la première demi-finale | Détail du vote des jurys lors de la première demi-finale | Détail du vote des jurys lors de la première demi-finale | Détail du vote des jurys lors de la première demi-finale | Détail du vote des jurys lors de la première demi-finale | Détail du vote des jurys lors de la première demi-finale | Détail du vote des jurys lors de la première demi-finale | Détail du vote des jurys lors de la première demi-finale | Détail du vote des jurys lors de la première demi-finale | Détail du vote des jurys lors de la première demi-finale | Détail du vote des jurys lors de la première demi-finale | Détail du vote des jurys lors de la première demi-finale | Détail du vote des jurys lors de la première demi-finale | Détail du vote des jurys lors de la première demi-finale | Détail du vote des jurys lors de la première demi-finale | Détail du vote des jurys lors de la première demi-finale | Détail du vote des jurys lors de la première demi-finale | Détail du vote des jurys lors de la première demi-finale | Détail du vote des jurys lors de la première demi-finale |
|                                                           |                                                          | Points attribués                                         | Points attribués                                         | Points attribués                                         | Points attribués                                         | Points attribués                                         | Points attribués                                         | Points attribués                                         | Points attribués                                         | Points attribués                                         | Points attribués                                         | Points attribués                                         | Points attribués                                         | Points attribués                                         | Points attribués                                         | Points attribués                                         | Points attribués                                         | Points attribués                                         | Points attribués                                         | Points attribués                                         | Points attribués                                         | Points attribués                                         | Points attribués                                         | Points attribués                                         |
| --------------------------------------------------------- | -------------------------------------------------------- | -------------------------------------------------------- | -------------------------------------------------------- | -------------------------------------------------------- | -------------------------------------------------------- | -------------------------------------------------------- | -------------------------------------------------------- | -------------------------------------------------------- | -------------------------------------------------------- | -------------------------------------------------------- | -------------------------------------------------------- | -------------------------------------------------------- | -------------------------------------------------------- | -------------------------------------------------------- | -------------------------------------------------------- | -------------------------------------------------------- | -------------------------------------------------------- | -------------------------------------------------------- | -------------------------------------------------------- | -------------------------------------------------------- | -------------------------------------------------------- | -------------------------------------------------------- | -------------------------------------------------------- | -------------------------------------------------------- |
| Drapeau de l'Azerbaïdjan                                  | Drapeau de l'Islande                                     | Drapeau de l'Albanie                                     | Drapeau de la Belgique                                   | Drapeau de la Tchéquie                                   | Drapeau de la Lituanie                                   | Drapeau d’Israël                                         | Drapeau de la Biélorussie                                | Drapeau de l'Estonie                                     | Drapeau de la Bulgarie                                   | Drapeau de la Macédoine                                  | Drapeau de la Croatie                                    | Drapeau de l'Autriche                                    | Drapeau de la Grèce                                      | Drapeau de la Finlande                                   | Drapeau de l'Arménie                                     | Drapeau de la Suisse                                     | Drapeau de l'Irlande                                     | Drapeau de Chypre                                        | Drapeau de l'Espagne                                     | Drapeau du Portugal                                      | Drapeau du Royaume-Uni                                   | Total                                                    |                                                          |                                                          |
| Pays                                                      | Azerbaïdjan                                              |                                                          | –                                                        | 5                                                        | –                                                        | –                                                        | –                                                        | 10                                                       | –                                                        | 3                                                        | –                                                        | 7                                                        | –                                                        | –                                                        | 12                                                       | –                                                        | –                                                        | –                                                        | –                                                        | 10                                                       | –                                                        | –                                                        | –                                                        | 47                                                       |
| Pays                                                      | Islande                                                  | –                                                        |                                                          | –                                                        | 1                                                        | 4                                                        | –                                                        | –                                                        | 7                                                        | –                                                        | –                                                        | 2                                                        | –                                                        | –                                                        | –                                                        |                                                          | –                                                        | 1                                                        | –                                                        | –                                                        | –                                                        | –                                                        | –                                                        | 15                                                       |
| Pays                                                      | Albanie                                                  | 7                                                        | 12                                                       |                                                          | 4                                                        | 5                                                        | 1                                                        | 4                                                        | 12                                                       | 1                                                        | 6                                                        | 10                                                       | 4                                                        | 6                                                        | 8                                                        | 6                                                        | 5                                                        | –                                                        | –                                                        | 7                                                        | 4                                                        | 5                                                        | 7                                                        | 114                                                      |
| Pays                                                      | Belgique                                                 | –                                                        | 2                                                        | 4                                                        |                                                          | 10                                                       | 8                                                        | –                                                        | –                                                        | 4                                                        | 12                                                       | –                                                        | 1                                                        | 7                                                        | –                                                        | 5                                                        | 6                                                        | –                                                        | 2                                                        | –                                                        | –                                                        | 10                                                       | –                                                        | 71                                                       |
| Pays                                                      | Rép. tchèque                                             | –                                                        | 5                                                        | –                                                        | 10                                                       |                                                          | 5                                                        | 3                                                        | 10                                                       | –                                                        | 7                                                        | 8                                                        | 10                                                       | 8                                                        | 2                                                        | –                                                        | 7                                                        | 8                                                        | 4                                                        | 1                                                        | 7                                                        | 3                                                        | –                                                        | 98                                                       |
| Pays                                                      | Lituanie                                                 | –                                                        | –                                                        | 1                                                        | –                                                        | 3                                                        |                                                          | 2                                                        | –                                                        | 10                                                       | 10                                                       | –                                                        | 8                                                        | 2                                                        | –                                                        | 2                                                        | –                                                        | 7                                                        | –                                                        | –                                                        | –                                                        | 12                                                       | –                                                        | 57                                                       |
| Pays                                                      | Israël                                                   | 4                                                        | 10                                                       | 10                                                       | 7                                                        | 12                                                       | 7                                                        |                                                          | 6                                                        | –                                                        | 5                                                        | 5                                                        | 12                                                       | 12                                                       | 4                                                        | 12                                                       | 12                                                       | 5                                                        | 10                                                       | 12                                                       | 12                                                       | 2                                                        | 8                                                        | 167                                                      |
| Pays                                                      | Biélorussie                                              | 12                                                       | –                                                        | 7                                                        | –                                                        | –                                                        | –                                                        | –                                                        |                                                          | –                                                        | –                                                        | –                                                        | –                                                        | –                                                        | –                                                        | –                                                        | 1                                                        | –                                                        | –                                                        | –                                                        | –                                                        | –                                                        | –                                                        | 20                                                       |
| Pays                                                      | Estonie                                                  | 1                                                        | 6                                                        | –                                                        | –                                                        | –                                                        | 4                                                        | –                                                        | –                                                        |                                                          | –                                                        | 4                                                        | –                                                        | 3                                                        | 10                                                       | –                                                        | 8                                                        | 12                                                       | 8                                                        | 5                                                        | 6                                                        | 8                                                        | 6                                                        | 81                                                       |
| Pays                                                      | Bulgarie                                                 | 2                                                        | –                                                        | 6                                                        | 2                                                        | 7                                                        | 3                                                        | –                                                        | 5                                                        | 7                                                        |                                                          | 12                                                       | 6                                                        | 4                                                        | 6                                                        | 10                                                       | –                                                        | 3                                                        | 6                                                        | 6                                                        | 3                                                        | 7                                                        | 12                                                       | 107                                                      |
| Pays                                                      | Macédoine                                                | 6                                                        | –                                                        | 8                                                        | –                                                        | –                                                        | –                                                        | 1                                                        | –                                                        | –                                                        |                                                          |                                                          | –                                                        | –                                                        | 3                                                        | –                                                        | –                                                        | –                                                        | –                                                        | –                                                        | –                                                        | –                                                        | –                                                        | 18                                                       |
| Pays                                                      | Croatie                                                  | 5                                                        | –                                                        | –                                                        | –                                                        | –                                                        | –                                                        | 6                                                        | 8                                                        | 2                                                        | 4                                                        | 6                                                        |                                                          | –                                                        | 5                                                        | –                                                        | –                                                        | –                                                        | –                                                        | 4                                                        | –                                                        | 1                                                        | 5                                                        | 46                                                       |
| Pays                                                      | Autriche                                                 | –                                                        | 7                                                        | –                                                        | 12                                                       | 1                                                        | 10                                                       | 12                                                       | 1                                                        | 12                                                       | 8                                                        | –                                                        | –                                                        |                                                          | –                                                        | 8                                                        | 4                                                        | 6                                                        | 7                                                        | 3                                                        | 8                                                        | 6                                                        | 10                                                       | 115                                                      |
| Pays                                                      | Grèce                                                    | 10                                                       | 1                                                        | 3                                                        | –                                                        | –                                                        | –                                                        | –                                                        | –                                                        | –                                                        | –                                                        | –                                                        | 3                                                        | –                                                        |                                                          | –                                                        | 2                                                        | –                                                        | 1                                                        | 8                                                        | –                                                        | –                                                        | –                                                        | 28                                                       |
| Pays                                                      | Finlande                                                 | –                                                        | 4                                                        | –                                                        | –                                                        | –                                                        | 2                                                        | 7                                                        | 3                                                        | 5                                                        | 1                                                        | –                                                        | –                                                        | –                                                        | –                                                        |                                                          | –                                                        | 2                                                        | 5                                                        | 2                                                        | 1                                                        | –                                                        | 3                                                        | 35                                                       |
| Pays                                                      | Arménie                                                  | –                                                        | –                                                        | –                                                        | 6                                                        | 2                                                        | –                                                        | 5                                                        | 4                                                        | –                                                        | 2                                                        | –                                                        | –                                                        | 10                                                       | –                                                        | 3                                                        |                                                          | –                                                        | –                                                        | –                                                        | –                                                        | 4                                                        | 2                                                        | 38                                                       |
| Pays                                                      | Suisse                                                   | 3                                                        | 3                                                        | 2                                                        | 8                                                        | 6                                                        | 6                                                        | 8                                                        | –                                                        | –                                                        | –                                                        | –                                                        | 5                                                        | 1                                                        | 1                                                        | 1                                                        | 3                                                        |                                                          | 3                                                        | –                                                        | 5                                                        | –                                                        | 4                                                        | 59                                                       |
| Pays                                                      | Irlande                                                  | –                                                        | 8                                                        | –                                                        | 5                                                        | 8                                                        | 12                                                       | –                                                        | 2                                                        | 6                                                        | –                                                        | 1                                                        | 7                                                        | 5                                                        | –                                                        | 4                                                        | –                                                        | 10                                                       |                                                          | –                                                        | 2                                                        | –                                                        | 1                                                        | 71                                                       |
| Pays                                                      | Chypre                                                   | 8                                                        | –                                                        | 12                                                       | 3                                                        | –                                                        | –                                                        | –                                                        | –                                                        | 8                                                        | 3                                                        | 3                                                        | 2                                                        | –                                                        | 7                                                        | 7                                                        | 10                                                       | 4                                                        | 12                                                       |                                                          | 10                                                       | –                                                        | –                                                        | 89                                                       |
| Le tableau suit l'ordre de passage des pays participants. |                                                          |                                                          |                                                          |                                                          |                                                          |                                                          |                                                          |                                                          |                                                          |                                                          |                                                          |                                                          |                                                          |                                                          |                                                          |                                                          |                                                          |                                                          |                                                          |                                                          |                                                          |                                                          |                                                          |                                                          |

| Détail du télévote lors de la première demi-finale        | Détail du télévote lors de la première demi-finale | Détail du télévote lors de la première demi-finale | Détail du télévote lors de la première demi-finale | Détail du télévote lors de la première demi-finale | Détail du télévote lors de la première demi-finale | Détail du télévote lors de la première demi-finale | Détail du télévote lors de la première demi-finale | Détail du télévote lors de la première demi-finale | Détail du télévote lors de la première demi-finale | Détail du télévote lors de la première demi-finale | Détail du télévote lors de la première demi-finale | Détail du télévote lors de la première demi-finale | Détail du télévote lors de la première demi-finale | Détail du télévote lors de la première demi-finale | Détail du télévote lors de la première demi-finale | Détail du télévote lors de la première demi-finale | Détail du télévote lors de la première demi-finale | Détail du télévote lors de la première demi-finale | Détail du télévote lors de la première demi-finale | Détail du télévote lors de la première demi-finale | Détail du télévote lors de la première demi-finale | Détail du télévote lors de la première demi-finale | Détail du télévote lors de la première demi-finale | Détail du télévote lors de la première demi-finale |
|                                                           |                                                    | Points attribués                                   | Points attribués                                   | Points attribués                                   | Points attribués                                   | Points attribués                                   | Points attribués                                   | Points attribués                                   | Points attribués                                   | Points attribués                                   | Points attribués                                   | Points attribués                                   | Points attribués                                   | Points attribués                                   | Points attribués                                   | Points attribués                                   | Points attribués                                   | Points attribués                                   | Points attribués                                   | Points attribués                                   | Points attribués                                   | Points attribués                                   | Points attribués                                   | Points attribués                                   |
| --------------------------------------------------------- | -------------------------------------------------- | -------------------------------------------------- | -------------------------------------------------- | -------------------------------------------------- | -------------------------------------------------- | -------------------------------------------------- | -------------------------------------------------- | -------------------------------------------------- | -------------------------------------------------- | -------------------------------------------------- | -------------------------------------------------- | -------------------------------------------------- | -------------------------------------------------- | -------------------------------------------------- | -------------------------------------------------- | -------------------------------------------------- | -------------------------------------------------- | -------------------------------------------------- | -------------------------------------------------- | -------------------------------------------------- | -------------------------------------------------- | -------------------------------------------------- | -------------------------------------------------- | -------------------------------------------------- |
| Drapeau de l'Azerbaïdjan                                  | Drapeau de l'Islande                               | Drapeau de l'Albanie                               | Drapeau de la Belgique                             | Drapeau de la Tchéquie                             | Drapeau de la Lituanie                             | Drapeau d’Israël                                   | Drapeau de la Biélorussie                          | Drapeau de l'Estonie                               | Drapeau de la Bulgarie                             | Drapeau de la Macédoine                            | Drapeau de la Croatie                              | Drapeau de l'Autriche                              | Drapeau de la Grèce                                | Drapeau de la Finlande                             | Drapeau de l'Arménie                               | Drapeau de la Suisse                               | Drapeau de l'Irlande                               | Drapeau de Chypre                                  | Drapeau de l'Espagne                               | Drapeau du Portugal                                | Drapeau du Royaume-Uni                             | Total                                              |                                                    |                                                    |
| Pays                                                      | Azerbaïdjan                                        |                                                    | 1                                                  | 7                                                  | –                                                  | 10                                                 | –                                                  | 5                                                  | –                                                  | –                                                  | –                                                  | 5                                                  | 5                                                  | 4                                                  | 3                                                  | –                                                  | –                                                  | –                                                  | –                                                  | –                                                  | –                                                  | 7                                                  | –                                                  | 47                                                 |
| Pays                                                      | Islande                                            | –                                                  |                                                    | –                                                  | –                                                  | –                                                  | –                                                  | –                                                  | –                                                  | –                                                  | –                                                  | –                                                  | –                                                  | –                                                  | –                                                  | –                                                  | –                                                  | –                                                  | –                                                  | –                                                  | –                                                  | –                                                  | –                                                  | 0                                                  |
| Pays                                                      | Albanie                                            | –                                                  | –                                                  |                                                    | –                                                  | 3                                                  | –                                                  | –                                                  | –                                                  | –                                                  | –                                                  | 12                                                 | 4                                                  | 1                                                  | 10                                                 | 1                                                  | –                                                  | 10                                                 | 1                                                  | –                                                  | 5                                                  | –                                                  | 1                                                  | 48                                                 |
| Pays                                                      | Belgique                                           | 2                                                  | –                                                  | –                                                  |                                                    | –                                                  | 8                                                  | 2                                                  | 2                                                  | 3                                                  | –                                                  | –                                                  | –                                                  | –                                                  | –                                                  | –                                                  | 3                                                  | –                                                  | –                                                  | –                                                  | –                                                  | –                                                  | –                                                  | 20                                                 |
| Pays                                                      | Rép. tchèque                                       | 8                                                  | 12                                                 | 2                                                  | 8                                                  |                                                    | 7                                                  | 12                                                 | 8                                                  | 7                                                  | 3                                                  | 6                                                  | 10                                                 | 10                                                 | 6                                                  | 7                                                  | 7                                                  | 3                                                  | 4                                                  | 7                                                  | 4                                                  | 1                                                  | 2                                                  | 134                                                |
| Pays                                                      | Lituanie                                           | 1                                                  | 3                                                  | –                                                  | 4                                                  | –                                                  |                                                    | –                                                  | 6                                                  | 10                                                 | –                                                  | –                                                  | –                                                  | –                                                  | –                                                  | 2                                                  | –                                                  | –                                                  | 12                                                 | 3                                                  | 3                                                  | 6                                                  | 12                                                 | 62                                                 |
| Pays                                                      | Israël                                             | 10                                                 | 8                                                  | 4                                                  | 3                                                  | 12                                                 | 1                                                  |                                                    | 10                                                 | 1                                                  | 7                                                  | 3                                                  | –                                                  | 6                                                  | 2                                                  | 10                                                 | 4                                                  | 8                                                  | 5                                                  | 8                                                  | 7                                                  | 2                                                  | 5                                                  | 116                                                |
| Pays                                                      | Biélorussie                                        | 12                                                 | –                                                  | –                                                  | –                                                  | –                                                  | 6                                                  | –                                                  |                                                    | 6                                                  | 2                                                  | –                                                  | –                                                  | –                                                  | 1                                                  | 3                                                  | 10                                                 | –                                                  | –                                                  | 5                                                  | –                                                  | –                                                  | –                                                  | 45                                                 |
| Pays                                                      | Estonie                                            | 3                                                  | 6                                                  | 6                                                  | 5                                                  | 5                                                  | 12                                                 | 7                                                  | 3                                                  |                                                    | 4                                                  | –                                                  | 6                                                  | 3                                                  | 8                                                  | 12                                                 | 5                                                  | 1                                                  | 10                                                 | 6                                                  | 2                                                  | 12                                                 | 4                                                  | 120                                                |
| Pays                                                      | Bulgarie                                           | 4                                                  | –                                                  | 5                                                  | –                                                  | 2                                                  | 2                                                  | 3                                                  | 5                                                  | –                                                  |                                                    | 8                                                  | –                                                  | 5                                                  | 7                                                  | –                                                  | 2                                                  | –                                                  | 3                                                  | 10                                                 | 8                                                  | –                                                  | 6                                                  | 70                                                 |
| Pays                                                      | Macédoine                                          | –                                                  | –                                                  | –                                                  | –                                                  | –                                                  | –                                                  | –                                                  | –                                                  | –                                                  | 5                                                  |                                                    | 1                                                  | –                                                  | –                                                  | –                                                  | –                                                  | –                                                  | –                                                  | –                                                  | –                                                  | –                                                  | –                                                  | 6                                                  |
| Pays                                                      | Croatie                                            | –                                                  | –                                                  | –                                                  | –                                                  | –                                                  | –                                                  | –                                                  | –                                                  | –                                                  | –                                                  | 10                                                 |                                                    | 2                                                  | –                                                  | –                                                  | 1                                                  | 4                                                  | –                                                  | –                                                  | –                                                  | –                                                  | –                                                  | 17                                                 |
| Pays                                                      | Autriche                                           | 5                                                  | 7                                                  | 3                                                  | 10                                                 | 6                                                  | 10                                                 | 8                                                  | 4                                                  | 8                                                  | 8                                                  | –                                                  | 7                                                  |                                                    | –                                                  | 8                                                  | 6                                                  | 12                                                 | 8                                                  | 1                                                  | –                                                  | 5                                                  | –                                                  | 116                                                |
| Pays                                                      | Grèce                                              | –                                                  | –                                                  | 10                                                 | 1                                                  | –                                                  | –                                                  | –                                                  | –                                                  | –                                                  | 10                                                 | 4                                                  | 3                                                  | –                                                  |                                                    | –                                                  | 8                                                  | 2                                                  | –                                                  | 12                                                 | –                                                  | –                                                  | 3                                                  | 53                                                 |
| Pays                                                      | Finlande                                           | –                                                  | 10                                                 | 8                                                  | 2                                                  | 1                                                  | 3                                                  | 6                                                  | –                                                  | 12                                                 | 1                                                  | 2                                                  | –                                                  | –                                                  | –                                                  |                                                    | –                                                  | 5                                                  | 6                                                  | –                                                  | 6                                                  | 4                                                  | 7                                                  | 73                                                 |
| Pays                                                      | Arménie                                            | –                                                  | –                                                  | –                                                  | 6                                                  | 8                                                  | –                                                  | –                                                  | 12                                                 | –                                                  | 6                                                  | –                                                  | –                                                  | –                                                  | 5                                                  | –                                                  |                                                    | –                                                  | –                                                  | 4                                                  | –                                                  | –                                                  | –                                                  | 41                                                 |
| Pays                                                      | Suisse                                             | –                                                  | 2                                                  | 1                                                  | –                                                  | –                                                  | –                                                  | 1                                                  | –                                                  | 2                                                  | –                                                  | 1                                                  | 2                                                  | 8                                                  | –                                                  | 4                                                  | –                                                  |                                                    | 2                                                  | –                                                  | 1                                                  | 3                                                  | –                                                  | 27                                                 |
| Pays                                                      | Irlande                                            | 6                                                  | 4                                                  | –                                                  | 12                                                 | 4                                                  | 4                                                  | 4                                                  | 1                                                  | 5                                                  | –                                                  | –                                                  | 8                                                  | 12                                                 | 4                                                  | 6                                                  | –                                                  | 6                                                  |                                                    | 2                                                  | 12                                                 | 8                                                  | 10                                                 | 108                                                |
| Pays                                                      | Chypre                                             | 7                                                  | 5                                                  | 12                                                 | 7                                                  | 7                                                  | 5                                                  | 10                                                 | 7                                                  | 4                                                  | 12                                                 | 7                                                  | 12                                                 | 7                                                  | 12                                                 | 5                                                  | 12                                                 | 7                                                  | 7                                                  |                                                    | 10                                                 | 10                                                 | 8                                                  | 173                                                |
| Le tableau suit l'ordre de passage des pays participants. |                                                    |                                                    |                                                    |                                                    |                                                    |                                                    |                                                    |                                                    |                                                    |                                                    |                                                    |                                                    |                                                    |                                                    |                                                    |                                                    |                                                    |                                                    |                                                    |                                                    |                                                    |                                                    |                                                    |                                                    |

| Première demi-finale                                      | Jurys | Jurys  | Télévote | Télévote | Total | Total  |
| Première demi-finale                                      | Place | Points | Place    | Points   | Place | Points |
| --------------------------------------------------------- | ----- | ------ | -------- | -------- | ----- | ------ |
| Azerbaïdjan                                               | 12e   | 47     | 12e      | 47       | 11e   | 94     |
| Islande                                                   | 19e   | 15     | 19e      | 0        | 19e   | 15     |
| Albanie                                                   | 3e    | 114    | 11e      | 48       | 8e    | 162    |
| Belgique                                                  | 9e    | 71     | 16e      | 20       | 12e   | 91     |
| Tchéquie                                                  | 5e    | 98     | 2e       | 134      | 3e    | 232    |
| Lituanie                                                  | 11e   | 57     | 9e       | 62       | 9e    | 119    |
| Israël                                                    | 1re   | 167    | 4e       | 116      | 1re   | 283    |
| Biélorussie                                               | 17e   | 20     | 13e      | 45       | 16e   | 65     |
| Estonie                                                   | 7e    | 81     | 3e       | 120      | 5e    | 201    |
| Bulgarie                                                  | 4e    | 107    | 8e       | 70       | 7e    | 177    |
| Macédoine                                                 | 18e   | 18     | 18e      | 6        | 18e   | 24     |
| Croatie                                                   | 13e   | 46     | 17e      | 17       | 17e   | 63     |
| Autriche                                                  | 2e    | 115    | 5e       | 116      | 4e    | 231    |
| Grèce                                                     | 16e   | 28     | 10e      | 53       | 14e   | 81     |
| Finlande                                                  | 15e   | 35     | 7e       | 73       | 10e   | 108    |
| Arménie                                                   | 14e   | 38     | 14e      | 41       | 15e   | 79     |
| Suisse                                                    | 10e   | 59     | 15e      | 27       | 13e   | 86     |
| Irlande                                                   | 8e    | 71     | 6e       | 108      | 6e    | 179    |
| Chypre                                                    | 6e    | 89     | 1re      | 173      | 2e    | 262    |
| Le tableau suit l'ordre de passage des pays participants. |       |        |          |          |       |        |

#### Deuxième demi-finale
- Dix premiers par les jurys
- Dix premiers par le télévote
- Pays qualifiés
- Dernier

| Détail du vote des jurys lors de la deuxième demi-finale  | Détail du vote des jurys lors de la deuxième demi-finale | Détail du vote des jurys lors de la deuxième demi-finale | Détail du vote des jurys lors de la deuxième demi-finale | Détail du vote des jurys lors de la deuxième demi-finale | Détail du vote des jurys lors de la deuxième demi-finale | Détail du vote des jurys lors de la deuxième demi-finale | Détail du vote des jurys lors de la deuxième demi-finale | Détail du vote des jurys lors de la deuxième demi-finale | Détail du vote des jurys lors de la deuxième demi-finale | Détail du vote des jurys lors de la deuxième demi-finale | Détail du vote des jurys lors de la deuxième demi-finale | Détail du vote des jurys lors de la deuxième demi-finale | Détail du vote des jurys lors de la deuxième demi-finale | Détail du vote des jurys lors de la deuxième demi-finale | Détail du vote des jurys lors de la deuxième demi-finale | Détail du vote des jurys lors de la deuxième demi-finale | Détail du vote des jurys lors de la deuxième demi-finale | Détail du vote des jurys lors de la deuxième demi-finale | Détail du vote des jurys lors de la deuxième demi-finale | Détail du vote des jurys lors de la deuxième demi-finale | Détail du vote des jurys lors de la deuxième demi-finale | Détail du vote des jurys lors de la deuxième demi-finale | Détail du vote des jurys lors de la deuxième demi-finale |
|                                                           |                                                          | Points attribués                                         | Points attribués                                         | Points attribués                                         | Points attribués                                         | Points attribués                                         | Points attribués                                         | Points attribués                                         | Points attribués                                         | Points attribués                                         | Points attribués                                         | Points attribués                                         | Points attribués                                         | Points attribués                                         | Points attribués                                         | Points attribués                                         | Points attribués                                         | Points attribués                                         | Points attribués                                         | Points attribués                                         | Points attribués                                         | Points attribués                                         | Points attribués                                         |
| --------------------------------------------------------- | -------------------------------------------------------- | -------------------------------------------------------- | -------------------------------------------------------- | -------------------------------------------------------- | -------------------------------------------------------- | -------------------------------------------------------- | -------------------------------------------------------- | -------------------------------------------------------- | -------------------------------------------------------- | -------------------------------------------------------- | -------------------------------------------------------- | -------------------------------------------------------- | -------------------------------------------------------- | -------------------------------------------------------- | -------------------------------------------------------- | -------------------------------------------------------- | -------------------------------------------------------- | -------------------------------------------------------- | -------------------------------------------------------- | -------------------------------------------------------- | -------------------------------------------------------- | -------------------------------------------------------- | -------------------------------------------------------- |
| Drapeau de la Norvège                                     | Drapeau de la Roumanie                                   | Drapeau de la Serbie                                     | Drapeau de Saint-Marin                                   | Drapeau du Danemark                                      | Drapeau de la Russie                                     | Drapeau de la Moldavie                                   | Drapeau des Pays-Bas                                     | Drapeau de l'Australie                                   | Drapeau de la Géorgie                                    | Drapeau de la Pologne                                    | Drapeau de Malte                                         | Drapeau de la Hongrie                                    | Drapeau de la Lettonie                                   | Drapeau de la Suède                                      | Drapeau du Monténégro                                    | Drapeau de la Slovénie                                   | Drapeau de l'Ukraine                                     | Drapeau de l'Allemagne                                   | Drapeau de la France                                     | Drapeau de l'Italie                                      | Total                                                    |                                                          |                                                          |
| Pays                                                      | Norvège                                                  |                                                          | 2                                                        | 8                                                        | 7                                                        | 6                                                        | 10                                                       | 4                                                        | 10                                                       | 8                                                        | 5                                                        | 4                                                        | 12                                                       | 7                                                        | 5                                                        | 12                                                       | 6                                                        | 7                                                        | 1                                                        | 5                                                        | 2                                                        | 12                                                       | 133                                                      |
| Pays                                                      | Roumanie                                                 | 2                                                        |                                                          | 1                                                        | –                                                        | –                                                        | 4                                                        | 12                                                       | 2                                                        | –                                                        | 6                                                        | 3                                                        | 2                                                        | 12                                                       | 3                                                        | 3                                                        | 8                                                        | 6                                                        | 2                                                        | –                                                        | 1                                                        | –                                                        | 67                                                       |
| Pays                                                      | Serbie                                                   | –                                                        | 6                                                        |                                                          | 6                                                        | 1                                                        | 7                                                        | –                                                        | –                                                        | –                                                        | –                                                        | –                                                        | 1                                                        | 6                                                        | –                                                        | –                                                        | 12                                                       | 4                                                        | –                                                        | 1                                                        | –                                                        | 1                                                        | 45                                                       |
| Pays                                                      | Saint-Marin                                              | –                                                        | 5                                                        | –                                                        |                                                          | –                                                        | 1                                                        | –                                                        | –                                                        | –                                                        | –                                                        | –                                                        | 3                                                        | –                                                        | –                                                        | –                                                        | –                                                        | –                                                        | –                                                        | –                                                        | –                                                        | 5                                                        | 14                                                       |
| Pays                                                      | Danemark                                                 | –                                                        | –                                                        | 5                                                        | –                                                        |                                                          | –                                                        | 1                                                        | –                                                        | 6                                                        | –                                                        | –                                                        | 8                                                        | 5                                                        | –                                                        | –                                                        | 1                                                        | –                                                        | 4                                                        | –                                                        | –                                                        | 10                                                       | 40                                                       |
| Pays                                                      | Russie                                                   | 4                                                        | –                                                        | –                                                        | –                                                        | –                                                        |                                                          | 7                                                        | –                                                        | –                                                        | –                                                        | –                                                        | –                                                        | –                                                        | –                                                        | –                                                        | –                                                        | –                                                        | –                                                        | –                                                        | 3                                                        | –                                                        | 14                                                       |
| Pays                                                      | Moldavie                                                 | –                                                        | 12                                                       | –                                                        | 10                                                       | 2                                                        | 12                                                       |                                                          | 3                                                        | 10                                                       | 3                                                        | –                                                        | 4                                                        | –                                                        | 6                                                        | 2                                                        | 5                                                        | 5                                                        | –                                                        | 4                                                        | –                                                        | 4                                                        | 82                                                       |
| Pays                                                      | Pays-Bas                                                 | 8                                                        | 8                                                        | 10                                                       | 4                                                        | 5                                                        | –                                                        | 5                                                        |                                                          | 1                                                        | 10                                                       | 10                                                       | –                                                        | 8                                                        | 8                                                        | 6                                                        | 4                                                        | 10                                                       | 12                                                       | 7                                                        | 8                                                        | 3                                                        | 127                                                      |
| Pays                                                      | Australie                                                | 10                                                       | –                                                        | 6                                                        | –                                                        | 12                                                       | 3                                                        | 10                                                       | 4                                                        |                                                          | –                                                        | 8                                                        | 7                                                        | 10                                                       | 12                                                       | 10                                                       | 3                                                        | 2                                                        | 6                                                        | 8                                                        | 12                                                       | 7                                                        | 130                                                      |
| Pays                                                      | Géorgie                                                  | –                                                        | –                                                        | –                                                        | –                                                        | –                                                        | –                                                        | –                                                        | –                                                        | –                                                        |                                                          | –                                                        | –                                                        | 1                                                        | 2                                                        | –                                                        | –                                                        | –                                                        | 8                                                        | –                                                        | –                                                        | –                                                        | 11                                                       |
| Pays                                                      | Pologne                                                  | 1                                                        | –                                                        | –                                                        | 2                                                        | –                                                        | 2                                                        | –                                                        | 5                                                        | –                                                        | –                                                        |                                                          | –                                                        | 4                                                        | –                                                        | 1                                                        | –                                                        | –                                                        | –                                                        | 2                                                        | 4                                                        | –                                                        | 21                                                       |
| Pays                                                      | Malte                                                    | 6                                                        | 10                                                       | 4                                                        | 8                                                        | 8                                                        | –                                                        | 2                                                        | 1                                                        | 3                                                        | 4                                                        | 1                                                        |                                                          | –                                                        | 7                                                        | 4                                                        | 7                                                        | 8                                                        | –                                                        | 6                                                        | 6                                                        | 8                                                        | 93                                                       |
| Pays                                                      | Hongrie                                                  | –                                                        | 3                                                        | –                                                        | –                                                        | –                                                        | 5                                                        | –                                                        | –                                                        | 4                                                        | 2                                                        | 6                                                        | –                                                        |                                                          | –                                                        | –                                                        | –                                                        | 3                                                        | –                                                        | –                                                        | –                                                        | –                                                        | 23                                                       |
| Pays                                                      | Lettonie                                                 | 7                                                        | 1                                                        | 3                                                        | 5                                                        | 7                                                        | –                                                        | 3                                                        | 7                                                        | 5                                                        | 8                                                        | 7                                                        | –                                                        | 2                                                        |                                                          | 7                                                        | –                                                        | –                                                        | 10                                                       | 10                                                       | 10                                                       | –                                                        | 92                                                       |
| Pays                                                      | Suède                                                    | 12                                                       | –                                                        | 12                                                       | 12                                                       | 10                                                       | 8                                                        | –                                                        | 12                                                       | 12                                                       | 12                                                       | 12                                                       | 10                                                       | 3                                                        | 10                                                       |                                                          | 2                                                        | 12                                                       | 7                                                        | 12                                                       | 7                                                        | 6                                                        | 171                                                      |
| Pays                                                      | Monténégro                                               | –                                                        | 7                                                        | 7                                                        | –                                                        | –                                                        | –                                                        | –                                                        | –                                                        | –                                                        | –                                                        | –                                                        | 5                                                        | –                                                        | –                                                        | –                                                        |                                                          | 1                                                        | 3                                                        | –                                                        | –                                                        | –                                                        | 23                                                       |
| Pays                                                      | Slovénie                                                 | 5                                                        | 4                                                        | 2                                                        | 3                                                        | 4                                                        | –                                                        | 6                                                        | 8                                                        | 2                                                        | 1                                                        | 5                                                        | –                                                        | –                                                        | 4                                                        | 8                                                        | –                                                        |                                                          | 5                                                        | 3                                                        | 5                                                        | 2                                                        | 67                                                       |
| Pays                                                      | Ukraine                                                  | 3                                                        | –                                                        | –                                                        | 1                                                        | 3                                                        | 6                                                        | 8                                                        | 6                                                        | 7                                                        | 7                                                        | 2                                                        | 6                                                        | –                                                        | 1                                                        | 5                                                        | 10                                                       | –                                                        |                                                          | –                                                        | –                                                        | –                                                        | 65                                                       |
| Le tableau suit l'ordre de passage des pays participants. |                                                          |                                                          |                                                          |                                                          |                                                          |                                                          |                                                          |                                                          |                                                          |                                                          |                                                          |                                                          |                                                          |                                                          |                                                          |                                                          |                                                          |                                                          |                                                          |                                                          |                                                          |                                                          |                                                          |

| Détail du télévote lors de la deuxième demi–finale        | Détail du télévote lors de la deuxième demi–finale | Détail du télévote lors de la deuxième demi–finale | Détail du télévote lors de la deuxième demi–finale | Détail du télévote lors de la deuxième demi–finale | Détail du télévote lors de la deuxième demi–finale | Détail du télévote lors de la deuxième demi–finale | Détail du télévote lors de la deuxième demi–finale | Détail du télévote lors de la deuxième demi–finale | Détail du télévote lors de la deuxième demi–finale | Détail du télévote lors de la deuxième demi–finale | Détail du télévote lors de la deuxième demi–finale | Détail du télévote lors de la deuxième demi–finale | Détail du télévote lors de la deuxième demi–finale | Détail du télévote lors de la deuxième demi–finale | Détail du télévote lors de la deuxième demi–finale | Détail du télévote lors de la deuxième demi–finale | Détail du télévote lors de la deuxième demi–finale | Détail du télévote lors de la deuxième demi–finale | Détail du télévote lors de la deuxième demi–finale | Détail du télévote lors de la deuxième demi–finale | Détail du télévote lors de la deuxième demi–finale | Détail du télévote lors de la deuxième demi–finale | Détail du télévote lors de la deuxième demi–finale |
|                                                           |                                                    | Points attribués                                   | Points attribués                                   | Points attribués                                   | Points attribués                                   | Points attribués                                   | Points attribués                                   | Points attribués                                   | Points attribués                                   | Points attribués                                   | Points attribués                                   | Points attribués                                   | Points attribués                                   | Points attribués                                   | Points attribués                                   | Points attribués                                   | Points attribués                                   | Points attribués                                   | Points attribués                                   | Points attribués                                   | Points attribués                                   | Points attribués                                   | Points attribués                                   |
| --------------------------------------------------------- | -------------------------------------------------- | -------------------------------------------------- | -------------------------------------------------- | -------------------------------------------------- | -------------------------------------------------- | -------------------------------------------------- | -------------------------------------------------- | -------------------------------------------------- | -------------------------------------------------- | -------------------------------------------------- | -------------------------------------------------- | -------------------------------------------------- | -------------------------------------------------- | -------------------------------------------------- | -------------------------------------------------- | -------------------------------------------------- | -------------------------------------------------- | -------------------------------------------------- | -------------------------------------------------- | -------------------------------------------------- | -------------------------------------------------- | -------------------------------------------------- | -------------------------------------------------- |
| Drapeau de la Norvège                                     | Drapeau de la Roumanie                             | Drapeau de la Serbie                               | Drapeau de Saint-Marin                             | Drapeau du Danemark                                | Drapeau de la Russie                               | Drapeau de la Moldavie                             | Drapeau des Pays-Bas                               | Drapeau de l'Australie                             | Drapeau de la Géorgie                              | Drapeau de la Pologne                              | Drapeau de Malte                                   | Drapeau de la Hongrie                              | Drapeau de la Lettonie                             | Drapeau de la Suède                                | Drapeau du Monténégro                              | Drapeau de la Slovénie                             | Drapeau de l'Ukraine                               | Drapeau de l'Allemagne                             | Drapeau de la France                               | Drapeau de l'Italie                                | Total                                              |                                                    |                                                    |
| Pays                                                      | Norvège                                            |                                                    | 6                                                  | 6                                                  | 7                                                  | 12                                                 | 8                                                  | 6                                                  | 10                                                 | 6                                                  | 5                                                  | 7                                                  | 6                                                  | 8                                                  | 4                                                  | 10                                                 | 5                                                  | 10                                                 | 8                                                  | 4                                                  | 4                                                  | 1                                                  | 133                                                |
| Pays                                                      | Roumanie                                           | –                                                  |                                                    | –                                                  | –                                                  | –                                                  | –                                                  | 12                                                 | –                                                  | –                                                  | 8                                                  | –                                                  | –                                                  | –                                                  | –                                                  | –                                                  | –                                                  | –                                                  | –                                                  | –                                                  | 8                                                  | 12                                                 | 40                                                 |
| Pays                                                      | Serbie                                             | 1                                                  | 4                                                  |                                                    | –                                                  | –                                                  | 6                                                  | 10                                                 | 1                                                  | –                                                  | –                                                  | –                                                  | –                                                  | 2                                                  | –                                                  | 4                                                  | 12                                                 | 12                                                 | –                                                  | 6                                                  | 10                                                 | 4                                                  | 72                                                 |
| Pays                                                      | Saint-Marin                                        | –                                                  | –                                                  | –                                                  |                                                    | –                                                  | –                                                  | –                                                  | –                                                  | 2                                                  | –                                                  | –                                                  | 12                                                 | –                                                  | –                                                  | –                                                  | –                                                  | –                                                  | –                                                  | –                                                  | –                                                  | –                                                  | 14                                                 |
| Pays                                                      | Danemark                                           | 12                                                 | 8                                                  | 4                                                  | 12                                                 |                                                    | 7                                                  | 4                                                  | 12                                                 | 12                                                 | 3                                                  | 8                                                  | 8                                                  | 12                                                 | 7                                                  | 12                                                 | 3                                                  | 8                                                  | 10                                                 | 10                                                 | 5                                                  | 7                                                  | 164                                                |
| Pays                                                      | Russie                                             | –                                                  | 1                                                  | 7                                                  | 1                                                  | –                                                  |                                                    | 8                                                  | –                                                  | –                                                  | 6                                                  | –                                                  | 3                                                  | –                                                  | 12                                                 | –                                                  | 8                                                  | –                                                  | 3                                                  | –                                                  | –                                                  | 2                                                  | 51                                                 |
| Pays                                                      | Moldavie                                           | 5                                                  | 12                                                 | 5                                                  | 6                                                  | 6                                                  | 12                                                 |                                                    | 7                                                  | 10                                                 | 12                                                 | 2                                                  | 4                                                  | 10                                                 | 8                                                  | 5                                                  | 4                                                  | 6                                                  | 12                                                 | 5                                                  | 12                                                 | 10                                                 | 153                                                |
| Pays                                                      | Pays-Bas                                           | 7                                                  | 3                                                  | –                                                  | 2                                                  | 7                                                  | –                                                  | 3                                                  |                                                    | 1                                                  | 1                                                  | 1                                                  | 5                                                  | 4                                                  | 1                                                  | 6                                                  | 2                                                  | 1                                                  | –                                                  | 3                                                  | –                                                  | –                                                  | 47                                                 |
| Pays                                                      | Australie                                          | 8                                                  | 7                                                  | 3                                                  | 4                                                  | 8                                                  | 1                                                  | 5                                                  | 4                                                  |                                                    | –                                                  | 3                                                  | 10                                                 | 3                                                  | 2                                                  | 7                                                  | –                                                  | 4                                                  | –                                                  | 7                                                  | 6                                                  | –                                                  | 82                                                 |
| Pays                                                      | Géorgie                                            | –                                                  | –                                                  | –                                                  | –                                                  | –                                                  | 3                                                  | –                                                  | –                                                  | –                                                  |                                                    | –                                                  | –                                                  | –                                                  | 5                                                  | –                                                  | –                                                  | –                                                  | 5                                                  | –                                                  | –                                                  | –                                                  | 13                                                 |
| Pays                                                      | Pologne                                            | 6                                                  | –                                                  | –                                                  | –                                                  | 4                                                  | –                                                  | –                                                  | 5                                                  | –                                                  | –                                                  |                                                    | 1                                                  | 7                                                  | –                                                  | 8                                                  | –                                                  | –                                                  | 7                                                  | 12                                                 | 7                                                  | 3                                                  | 60                                                 |
| Pays                                                      | Malte                                              | –                                                  | –                                                  | –                                                  | –                                                  | 1                                                  | –                                                  | –                                                  | –                                                  | 7                                                  | –                                                  | –                                                  |                                                    | –                                                  | –                                                  | –                                                  | –                                                  | –                                                  | –                                                  | –                                                  | –                                                  | –                                                  | 8                                                  |
| Pays                                                      | Hongrie                                            | 2                                                  | 10                                                 | 12                                                 | 8                                                  | –                                                  | 4                                                  | 1                                                  | 8                                                  | 3                                                  | 4                                                  | 10                                                 | –                                                  |                                                    | 3                                                  | 1                                                  | 1                                                  | 5                                                  | 2                                                  | 8                                                  | –                                                  | 6                                                  | 88                                                 |
| Pays                                                      | Lettonie                                           | –                                                  | –                                                  | –                                                  | –                                                  | 2                                                  | –                                                  | –                                                  | –                                                  | –                                                  | 7                                                  | 4                                                  | –                                                  | –                                                  |                                                    | –                                                  | –                                                  | –                                                  | 1                                                  | –                                                  | –                                                  | –                                                  | 14                                                 |
| Pays                                                      | Suède                                              | 10                                                 | 2                                                  | 1                                                  | 5                                                  | 10                                                 | 5                                                  | 2                                                  | 6                                                  | 8                                                  | 2                                                  | 5                                                  | 7                                                  | 1                                                  | 6                                                  |                                                    | 6                                                  | 2                                                  | 4                                                  | –                                                  | 1                                                  | –                                                  | 83                                                 |
| Pays                                                      | Monténégro                                         | –                                                  | –                                                  | 10                                                 | –                                                  | –                                                  | –                                                  | –                                                  | –                                                  | –                                                  | –                                                  | –                                                  | –                                                  | –                                                  | –                                                  | –                                                  |                                                    | 7                                                  | –                                                  | –                                                  | –                                                  | –                                                  | 17                                                 |
| Pays                                                      | Slovénie                                           | 3                                                  | –                                                  | 8                                                  | 3                                                  | 3                                                  | 2                                                  | –                                                  | 3                                                  | 4                                                  | –                                                  | 6                                                  | –                                                  | 5                                                  | –                                                  | 3                                                  | 10                                                 |                                                    | 6                                                  | 2                                                  | 2                                                  | 5                                                  | 65                                                 |
| Pays                                                      | Ukraine                                            | 4                                                  | 5                                                  | 2                                                  | 10                                                 | 5                                                  | 10                                                 | 7                                                  | 2                                                  | 5                                                  | 10                                                 | 12                                                 | 2                                                  | 6                                                  | 10                                                 | 2                                                  | 7                                                  | 3                                                  |                                                    | 1                                                  | 3                                                  | 8                                                  | 114                                                |
| Le tableau suit l'ordre de passage des pays participants. |                                                    |                                                    |                                                    |                                                    |                                                    |                                                    |                                                    |                                                    |                                                    |                                                    |                                                    |                                                    |                                                    |                                                    |                                                    |                                                    |                                                    |                                                    |                                                    |                                                    |                                                    |                                                    |                                                    |

| Deuxième demi-finale                                      | Jurys | Jurys  | Télévote | Télévote | Total | Total  |
| Deuxième demi-finale                                      | Place | Points | Place    | Points   | Place | Points |
| --------------------------------------------------------- | ----- | ------ | -------- | -------- | ----- | ------ |
| Norvège                                                   | 2e    | 133    | 3e       | 133      | 1re   | 266    |
| Roumanie                                                  | 9e    | 67     | 13e      | 40       | 11e   | 107    |
| Serbie                                                    | 11e   | 45     | 8e       | 72       | 9e    | 117    |
| Saint-Marin                                               | 16e   | 14     | 16e      | 14       | 17e   | 28     |
| Danemark                                                  | 12e   | 40     | 1re      | 164      | 5e    | 204    |
| Russie                                                    | 17e   | 14     | 11e      | 51       | 15e   | 65     |
| Moldavie                                                  | 7e    | 82     | 2e       | 153      | 3e    | 235    |
| Pays-Bas                                                  | 4e    | 127    | 12e      | 47       | 7e    | 174    |
| Australie                                                 | 3e    | 130    | 7e       | 82       | 4e    | 212    |
| Géorgie                                                   | 18e   | 11     | 17e      | 13       | 18e   | 24     |
| Pologne                                                   | 15e   | 21     | 10e      | 60       | 14e   | 81     |
| Malte                                                     | 5e    | 93     | 18e      | 8        | 13e   | 101    |
| Hongrie                                                   | 13e   | 23     | 5e       | 88       | 10e   | 111    |
| Lettonie                                                  | 6e    | 92     | 15e      | 14       | 12e   | 106    |
| Suède                                                     | 1re   | 171    | 6e       | 83       | 2e    | 254    |
| Monténégro                                                | 14e   | 23     | 14e      | 17       | 16e   | 40     |
| Slovénie                                                  | 8e    | 67     | 9e       | 65       | 8e    | 132    |
| Ukraine                                                   | 10e   | 65     | 4e       | 114      | 6e    | 179    |
| Le tableau suit l'ordre de passage des pays participants. |       |        |          |          |       |        |

#### Finale
- Premier
- Deuxième
- Troisième
- Dernier

| Détail du vote des jurys lors de la finale                                                                 | Détail du vote des jurys lors de la finale | Détail du vote des jurys lors de la finale | Détail du vote des jurys lors de la finale | Détail du vote des jurys lors de la finale | Détail du vote des jurys lors de la finale | Détail du vote des jurys lors de la finale | Détail du vote des jurys lors de la finale | Détail du vote des jurys lors de la finale | Détail du vote des jurys lors de la finale | Détail du vote des jurys lors de la finale | Détail du vote des jurys lors de la finale | Détail du vote des jurys lors de la finale | Détail du vote des jurys lors de la finale | Détail du vote des jurys lors de la finale | Détail du vote des jurys lors de la finale | Détail du vote des jurys lors de la finale | Détail du vote des jurys lors de la finale | Détail du vote des jurys lors de la finale | Détail du vote des jurys lors de la finale | Détail du vote des jurys lors de la finale | Détail du vote des jurys lors de la finale | Détail du vote des jurys lors de la finale | Détail du vote des jurys lors de la finale | Détail du vote des jurys lors de la finale | Détail du vote des jurys lors de la finale | Détail du vote des jurys lors de la finale | Détail du vote des jurys lors de la finale | Détail du vote des jurys lors de la finale | Détail du vote des jurys lors de la finale | Détail du vote des jurys lors de la finale | Détail du vote des jurys lors de la finale | Détail du vote des jurys lors de la finale | Détail du vote des jurys lors de la finale | Détail du vote des jurys lors de la finale | Détail du vote des jurys lors de la finale | Détail du vote des jurys lors de la finale | Détail du vote des jurys lors de la finale | Détail du vote des jurys lors de la finale | Détail du vote des jurys lors de la finale | Détail du vote des jurys lors de la finale | Détail du vote des jurys lors de la finale | Détail du vote des jurys lors de la finale | Détail du vote des jurys lors de la finale | Détail du vote des jurys lors de la finale | Détail du vote des jurys lors de la finale |
| |                                            | Points attribués                           | Points attribués                           | Points attribués                           | Points attribués                           | Points attribués                           | Points attribués                           | Points attribués                           | Points attribués                           | Points attribués                           | Points attribués                           | Points attribués                           | Points attribués                           | Points attribués                           | Points attribués                           | Points attribués                           | Points attribués                           | Points attribués                           | Points attribués                           | Points attribués                           | Points attribués                           | Points attribués                           | Points attribués                           | Points attribués                           | Points attribués                           | Points attribués                           | Points attribués                           | Points attribués                           | Points attribués                           | Points attribués                           | Points attribués                           | Points attribués                           | Points attribués                           | Points attribués                           | Points attribués                           | Points attribués                           | Points attribués                           | Points attribués                           | Points attribués                           | Points attribués                           | Points attribués                           | Points attribués                           | Points attribués                           | Points attribués                           | Points attribués                           |
| --- | ------------------------------------------ | ------------------------------------------ | ------------------------------------------ | ------------------------------------------ | ------------------------------------------ | ------------------------------------------ | ------------------------------------------ | ------------------------------------------ | ------------------------------------------ | ------------------------------------------ | ------------------------------------------ | ------------------------------------------ | ------------------------------------------ | ------------------------------------------ | ------------------------------------------ | ------------------------------------------ | ------------------------------------------ | ------------------------------------------ | ------------------------------------------ | ------------------------------------------ | ------------------------------------------ | ------------------------------------------ | ------------------------------------------ | ------------------------------------------ | ------------------------------------------ | ------------------------------------------ | ------------------------------------------ | ------------------------------------------ | ------------------------------------------ | ------------------------------------------ | ------------------------------------------ | ------------------------------------------ | ------------------------------------------ | ------------------------------------------ | ------------------------------------------ | ------------------------------------------ | ------------------------------------------ | ------------------------------------------ | ------------------------------------------ | ------------------------------------------ | ------------------------------------------ | ------------------------------------------ | ------------------------------------------ | ------------------------------------------ | ------------------------------------------ |
| Drapeau de l'Ukraine                                                                                       | Drapeau de l'Azerbaïdjan                   | Drapeau de la Biélorussie                  | Drapeau de Saint-Marin                     | Drapeau des Pays-Bas                       | Drapeau de la Macédoine                    | Drapeau de Malte                           | Drapeau de la Géorgie                      | Drapeau de l'Espagne                       | Drapeau de l'Autriche                      | Drapeau du Danemark                        | Drapeau du Royaume-Uni                     | Drapeau de la Suède                        | Drapeau de la Lettonie                     | Drapeau de l'Albanie                       | Drapeau de la Croatie                      | Drapeau de l'Irlande                       | Drapeau de la Roumanie                     | Drapeau de la Tchéquie                     | Drapeau de l'Islande                       | Drapeau de la Moldavie                     | Drapeau de la Belgique                     | Drapeau de la Norvège                      | Drapeau de la France                       | Drapeau de l'Italie                        | Drapeau de l'Australie                     | Drapeau de l'Estonie                       | Drapeau de la Serbie                       | Drapeau de Chypre                          | Drapeau de l'Arménie                       | Drapeau de la Bulgarie                     | Drapeau de la Grèce                        | Drapeau de la Hongrie                      | Drapeau du Monténégro                      | Drapeau de l'Allemagne                     | Drapeau de la Finlande                     | Drapeau de la Russie                       | Drapeau de la Suisse                       | Drapeau d’Israël                           | Drapeau de la Pologne                      | Drapeau de la Lituanie                     | Drapeau de la Slovénie                     | Drapeau du Portugal                        | Total                                      |                                            |                                            |
| Pays | Ukraine                                    |                                            | 6                                          | –                                          | –                                          | –                                          | –                                          | –                                          | –                                          | –                                          | –                                          | –                                          | –                                          | –                                          | –                                          | –                                          | –                                          | –                                          | –                                          | –                                          | –                                          | 5                                          | –                                          | –                                          | –                                          | –                                          | –                                          | –                                          | –                                          | –                                          | –                                          | –                                          | –                                          | –                                          | –                                          | –                                          | –                                          | –                                          | –                                          | –                                          | –                                          | –                                          | –                                          | –                                          | 11                                         |
| Pays | Espagne                                    | –                                          | –                                          | –                                          | –                                          | –                                          | –                                          | –                                          | –                                          |                                            |                                            | 6                                          | 1                                          | –                                          | –                                          | –                                          | –                                          | 1                                          | 10                                         | –                                          | –                                          | –                                          | 1                                          | 2                                          | –                                          | –                                          | 7                                          | –                                          | –                                          | 7                                          | –                                          | –                                          | –                                          | –                                          | –                                          | 6                                          | –                                          | –                                          | –                                          | –                                          | –                                          | –                                          | –                                          | 2                                          | 43                                         |
| Pays | Slovénie                                   | 5                                          | –                                          | 4                                          | 6                                          | 1                                          | 2                                          | –                                          | –                                          | –                                          | 5                                          | –                                          | –                                          | –                                          | 1                                          | –                                          | –                                          | –                                          | 1                                          | 7                                          | –                                          | –                                          | –                                          | –                                          | 2                                          | –                                          | –                                          | –                                          | –                                          | –                                          | –                                          | –                                          | –                                          | –                                          | –                                          | –                                          | –                                          | –                                          | –                                          | 4                                          | –                                          | –                                          |                                            | 3                                          | 41                                         |
| Pays | Lituanie                                   | –                                          | –                                          | 5                                          | –                                          | 7                                          | –                                          | –                                          | 2                                          | –                                          | –                                          | –                                          | –                                          | –                                          | 4                                          | –                                          | 12                                         | –                                          | 6                                          | 1                                          | –                                          | –                                          | –                                          | 3                                          | –                                          | –                                          | 3                                          | 10                                         | –                                          | –                                          | –                                          | 10                                         | –                                          | 5                                          | –                                          | 4                                          | –                                          | 3                                          | 8                                          | –                                          | 1                                          |                                            | –                                          | 6                                          | 90                                         |
| Pays | Autriche                                   | 7                                          | –                                          | 10                                         | –                                          | 10                                         | –                                          | 1                                          | 8                                          | 8                                          |                                            | 8                                          | 12                                         | 10                                         | 7                                          | –                                          | –                                          | 5                                          | 12                                         | 5                                          | 12                                         | 3                                          | 12                                         | 8                                          | 7                                          | 7                                          | 5                                          | 12                                         | 4                                          | 2                                          | 1                                          | 12                                         | –                                          | 8                                          | –                                          | 10                                         | 7                                          | –                                          | 4                                          | 12                                         | 12                                         | 12                                         | 10                                         | 8                                          | 271                                        |
| Pays | Estonie                                    | 1                                          | 3                                          | –                                          | 5                                          | 4                                          | 12                                         | –                                          | 10                                         | 1                                          | 2                                          | 7                                          | 6                                          | –                                          | 8                                          | –                                          | –                                          | 3                                          | 3                                          | –                                          | 7                                          | 12                                         | –                                          | –                                          | –                                          | 4                                          | 8                                          |                                            | 3                                          | 1                                          | –                                          | –                                          | 3                                          | –                                          | 5                                          | 2                                          | –                                          | 6                                          | 10                                         | –                                          | –                                          | –                                          | 5                                          | 12                                         | 143                                        |
| Pays | Norvège                                    | –                                          | –                                          | 8                                          | –                                          | 3                                          | –                                          | 4                                          | –                                          | –                                          | –                                          | –                                          | 5                                          | 2                                          | –                                          | –                                          | 5                                          | –                                          | –                                          | –                                          | –                                          | 2                                          | –                                          |                                            | –                                          | 12                                         | –                                          | 4                                          | 6                                          | –                                          | –                                          | –                                          | –                                          | 2                                          | 7                                          | –                                          | –                                          | –                                          | –                                          | –                                          | –                                          | –                                          | –                                          | –                                          | 60                                         |
| Pays | Portugal                                   | –                                          | –                                          | –                                          | –                                          | 2                                          | –                                          | –                                          | –                                          | –                                          | –                                          | –                                          | –                                          | –                                          | –                                          | –                                          | –                                          | 6                                          | –                                          | –                                          | –                                          | –                                          | –                                          | –                                          | –                                          | –                                          | –                                          | 3                                          | –                                          | –                                          | –                                          | –                                          | –                                          | –                                          | –                                          | –                                          | –                                          | –                                          | 3                                          | –                                          | –                                          | 7                                          | –                                          |                                            | 21                                         |
| Pays | Royaume-Uni                                | –                                          | –                                          | –                                          | –                                          | –                                          | –                                          | –                                          | –                                          | –                                          | –                                          | –                                          |                                            | –                                          | 2                                          | –                                          | 2                                          | –                                          | –                                          | –                                          | –                                          | –                                          | –                                          | –                                          | 3                                          | 6                                          | –                                          | –                                          | –                                          | –                                          | –                                          | –                                          | –                                          | –                                          | 2                                          | –                                          | –                                          | –                                          | –                                          | 8                                          | –                                          | –                                          | –                                          | –                                          | 23                                         |
| Pays | Serbie                                     | –                                          | 10                                         | –                                          | 3                                          | –                                          | 8                                          | –                                          | –                                          | –                                          | –                                          | –                                          | –                                          | –                                          |                                            | 3                                          | –                                          | –                                          | –                                          | –                                          | –                                          | –                                          | –                                          | –                                          | –                                          | –                                          | –                                          | –                                          |                                            | –                                          | –                                          | –                                          | 2                                          | –                                          | 12                                         | –                                          | –                                          | –                                          | –                                          | –                                          | –                                          | –                                          | –                                          | –                                          | 38                                         |
| Pays | Allemagne                                  | –                                          | 2                                          | –                                          | 10                                         | 12                                         | 3                                          | –                                          | 7                                          | 7                                          | 10                                         | 12                                         | –                                          | 1                                          | 3                                          | 6                                          | –                                          | 8                                          | 4                                          | –                                          | 6                                          | 4                                          | 5                                          | 12                                         | 8                                          | 10                                         | 10                                         | 6                                          | 10                                         | –                                          | 5                                          | 6                                          | –                                          | –                                          | –                                          |                                            | 1                                          | 4                                          | 12                                         | 5                                          | 10                                         | 5                                          | –                                          | –                                          | 204                                        |
| Pays | Albanie                                    | –                                          | 12                                         | 7                                          | –                                          | –                                          | 6                                          | –                                          | 4                                          | –                                          | 7                                          | –                                          | 7                                          | –                                          | –                                          |                                            | 1                                          | 2                                          | –                                          | 6                                          | 10                                         | –                                          | 2                                          | –                                          | –                                          | –                                          | –                                          | –                                          | 1                                          | 6                                          | –                                          | 7                                          | 7                                          | 10                                         | 10                                         | –                                          | –                                          | –                                          | –                                          | –                                          | 7                                          | –                                          | 4                                          | 10                                         | 126                                        |
| Pays | France                                     | 12                                         | –                                          | –                                          | –                                          | –                                          | –                                          | 8                                          | –                                          | 6                                          | –                                          | 2                                          | –                                          | 5                                          | 10                                         | 7                                          | 6                                          | 4                                          | –                                          | –                                          | 3                                          | –                                          | 3                                          | 7                                          |                                            | –                                          | –                                          | –                                          | –                                          | 3                                          | 4                                          | 5                                          | 5                                          | –                                          | –                                          | –                                          | 5                                          | 2                                          | –                                          | –                                          | –                                          | 10                                         | 2                                          | 5                                          | 114                                        |
| Pays | Rép. tchèque                               | 4                                          | –                                          | 6                                          | –                                          | –                                          | 4                                          | 5                                          | –                                          | 4                                          | 3                                          | –                                          | –                                          | –                                          | –                                          | 1                                          | 4                                          | –                                          | –                                          |                                            | 1                                          | –                                          | 7                                          | –                                          | 4                                          | –                                          | 1                                          | –                                          | –                                          | 5                                          | 6                                          | 8                                          | –                                          | –                                          | –                                          | –                                          | –                                          | –                                          | –                                          | –                                          | –                                          | –                                          | 3                                          | –                                          | 66                                         |
| Pays | Danemark                                   | 3                                          | –                                          | 3                                          | –                                          | –                                          | –                                          | –                                          | 1                                          | –                                          | –                                          |                                            | –                                          | –                                          | –                                          | –                                          | –                                          | –                                          | –                                          | –                                          | –                                          | –                                          | –                                          | –                                          | –                                          | 8                                          | –                                          | –                                          | –                                          | –                                          | –                                          | –                                          | –                                          | 12                                         | 6                                          | –                                          | 3                                          | –                                          | –                                          | 2                                          | –                                          | –                                          | –                                          | –                                          | 38                                         |
| Pays | Australie                                  | 2                                          | –                                          | 2                                          | 2                                          | –                                          | –                                          | 3                                          | –                                          | –                                          | –                                          | 10                                         | –                                          | 8                                          | 6                                          | –                                          | –                                          | –                                          | 2                                          | –                                          | –                                          | 7                                          | –                                          | 6                                          | 10                                         | –                                          |                                            | –                                          | –                                          | –                                          | 2                                          | –                                          | –                                          | 7                                          | –                                          | 7                                          | –                                          | 5                                          | –                                          | 7                                          | 4                                          | –                                          | –                                          | –                                          | 90                                         |
| Pays | Finlande                                   | –                                          | –                                          | –                                          | –                                          | –                                          | 5                                          | –                                          | –                                          | –                                          | –                                          | –                                          | 4                                          | 3                                          | –                                          | –                                          | –                                          | –                                          | –                                          | 3                                          | –                                          | –                                          | –                                          | –                                          | –                                          | –                                          | –                                          | 2                                          | –                                          | –                                          | –                                          | –                                          | –                                          | –                                          | –                                          | –                                          |                                            | –                                          | –                                          | 6                                          | –                                          | –                                          | –                                          | –                                          | 23                                         |
| Pays | Bulgarie                                   | –                                          | 5                                          | –                                          | –                                          | –                                          | –                                          | 2                                          | 6                                          | –                                          | 6                                          | 1                                          | 8                                          | 6                                          | –                                          | 8                                          | 7                                          | 10                                         | –                                          | 4                                          | –                                          | 8                                          | –                                          | –                                          | –                                          | –                                          | –                                          | 7                                          | –                                          | –                                          | –                                          |                                            | –                                          | –                                          | –                                          | –                                          | 10                                         | –                                          | 2                                          | 1                                          | 2                                          | –                                          | –                                          | 7                                          | 100                                        |
| Pays | Moldavie                                   | –                                          | 7                                          | –                                          | 7                                          | –                                          | –                                          | –                                          | –                                          | –                                          | –                                          | –                                          | –                                          | –                                          | –                                          | 2                                          | 8                                          | –                                          | 7                                          | –                                          | –                                          |                                            | –                                          | –                                          | –                                          | –                                          | 2                                          | –                                          | 5                                          | 10                                         | 10                                         | –                                          | 10                                         | –                                          | 8                                          | –                                          | –                                          | 12                                         | –                                          | –                                          | –                                          | –                                          | 6                                          | –                                          | 94                                         |
| Pays | Suède                                      | 6                                          | –                                          | 1                                          | 8                                          | 8                                          | 7                                          | 7                                          | 12                                         | 2                                          | 8                                          | 4                                          | 2                                          |                                            | 12                                         | 4                                          | –                                          | –                                          | –                                          | 8                                          | 5                                          | –                                          | 8                                          | 10                                         | 5                                          | 1                                          | 12                                         | 5                                          | 12                                         | 12                                         | 12                                         | 2                                          | 8                                          | 1                                          | –                                          | 12                                         | 8                                          | 10                                         | 5                                          | 10                                         | 6                                          | 8                                          | 12                                         | –                                          | 253                                        |
| Pays | Hongrie                                    | –                                          | 8                                          | –                                          | –                                          | –                                          | –                                          | –                                          | –                                          | –                                          | –                                          | –                                          | –                                          | –                                          | –                                          | –                                          | –                                          | –                                          | –                                          | 2                                          | –                                          | –                                          | –                                          | –                                          | –                                          | –                                          | –                                          | –                                          | –                                          | 4                                          | –                                          | –                                          | 6                                          |                                            | –                                          | –                                          | –                                          | –                                          | –                                          | 3                                          | 3                                          | 2                                          | –                                          | –                                          | 28                                         |
| Pays | Israël                                     | 10                                         | 1                                          | –                                          | 12                                         | 5                                          | 1                                          | 6                                          | 3                                          | 10                                         | 12                                         | 3                                          | 10                                         | 7                                          | –                                          | 5                                          | 10                                         | 7                                          | –                                          | 12                                         | 8                                          | 10                                         | 6                                          | –                                          | 12                                         | 2                                          | 6                                          | –                                          | 2                                          | –                                          | 8                                          | 4                                          | 4                                          | 6                                          | –                                          | 1                                          | 12                                         | 8                                          | 1                                          |                                            | –                                          | 6                                          | 1                                          | 1                                          | 212                                        |
| Pays | Pays-Bas                                   | 8                                          | –                                          | –                                          | –                                          |                                            | –                                          | –                                          | 5                                          | –                                          | 1                                          | –                                          | –                                          | –                                          | 5                                          | –                                          | –                                          | –                                          | 8                                          | –                                          | –                                          | 1                                          | 10                                         | 4                                          | 6                                          | –                                          | –                                          | 1                                          | 7                                          | –                                          | 3                                          | –                                          | –                                          | 4                                          | 3                                          | 5                                          | –                                          | –                                          | –                                          | –                                          | 8                                          | 3                                          | 7                                          | –                                          | 89                                         |
| Pays | Irlande                                    | –                                          | –                                          | –                                          | 1                                          | –                                          | –                                          | –                                          | –                                          | 5                                          | 4                                          | –                                          | 3                                          | 4                                          | –                                          | –                                          | 3                                          |                                            | –                                          | 10                                         | 4                                          | –                                          | –                                          | 1                                          | 1                                          | 5                                          | 4                                          | –                                          | –                                          | –                                          | –                                          | 1                                          | –                                          | 3                                          | –                                          | 8                                          | 2                                          | –                                          | 6                                          | –                                          | 5                                          | 4                                          | –                                          | –                                          | 74                                         |
| Pays | Chypre                                     | –                                          | 4                                          | 12                                         | –                                          | 6                                          | 10                                         | 12                                         | –                                          | 12                                         | –                                          | 5                                          | –                                          | 12                                         | –                                          | 10                                         | –                                          | 12                                         | 5                                          | –                                          | 2                                          | 6                                          | 4                                          | 5                                          | –                                          | 3                                          | –                                          | 8                                          | –                                          |                                            | 7                                          | 3                                          | 12                                         | –                                          | 1                                          | 3                                          | 6                                          | 7                                          | 7                                          | –                                          | –                                          | 1                                          | 8                                          | –                                          | 183                                        |
| Pays | Italie                                     | –                                          | –                                          | –                                          | 4                                          | –                                          | –                                          | 10                                         | –                                          | 3                                          | –                                          | –                                          | –                                          | –                                          | –                                          | 12                                         | –                                          | –                                          | –                                          | –                                          | –                                          | –                                          | –                                          | –                                          | –                                          |                                            | –                                          | –                                          | 8                                          | 8                                          | –                                          | –                                          | 1                                          | –                                          | 4                                          | –                                          | 4                                          | 1                                          | –                                          | –                                          | –                                          | –                                          | –                                          | 4                                          | 59                                         |
| Le tableau suit verticalement l'ordre de passage des pays participants et horizontalement l'ordre de vote. |                                            |                                            |                                            |                                            |                                            |                                            |                                            |                                            |                                            |                                            |                                            |                                            |                                            |                                            |                                            |                                            |                                            |                                            |                                            |                                            |                                            |                                            |                                            |                                            |                                            |                                            |                                            |                                            |                                            |                                            |                                            |                                            |                                            |                                            |                                            |                                            |                                            |                                            |                                            |                                            |                                            |                                            |                                            |                                            |                                            |

| Détail du télévote lors de la finale                                                                       | Détail du télévote lors de la finale | Détail du télévote lors de la finale | Détail du télévote lors de la finale | Détail du télévote lors de la finale | Détail du télévote lors de la finale | Détail du télévote lors de la finale | Détail du télévote lors de la finale | Détail du télévote lors de la finale | Détail du télévote lors de la finale | Détail du télévote lors de la finale | Détail du télévote lors de la finale | Détail du télévote lors de la finale | Détail du télévote lors de la finale | Détail du télévote lors de la finale | Détail du télévote lors de la finale | Détail du télévote lors de la finale | Détail du télévote lors de la finale | Détail du télévote lors de la finale | Détail du télévote lors de la finale | Détail du télévote lors de la finale | Détail du télévote lors de la finale | Détail du télévote lors de la finale | Détail du télévote lors de la finale | Détail du télévote lors de la finale | Détail du télévote lors de la finale | Détail du télévote lors de la finale | Détail du télévote lors de la finale | Détail du télévote lors de la finale | Détail du télévote lors de la finale | Détail du télévote lors de la finale | Détail du télévote lors de la finale | Détail du télévote lors de la finale | Détail du télévote lors de la finale | Détail du télévote lors de la finale | Détail du télévote lors de la finale | Détail du télévote lors de la finale | Détail du télévote lors de la finale | Détail du télévote lors de la finale | Détail du télévote lors de la finale | Détail du télévote lors de la finale | Détail du télévote lors de la finale | Détail du télévote lors de la finale | Détail du télévote lors de la finale | Détail du télévote lors de la finale | Détail du télévote lors de la finale |
| |                                      | Points attribués                     | Points attribués                     | Points attribués                     | Points attribués                     | Points attribués                     | Points attribués                     | Points attribués                     | Points attribués                     | Points attribués                     | Points attribués                     | Points attribués                     | Points attribués                     | Points attribués                     | Points attribués                     | Points attribués                     | Points attribués                     | Points attribués                     | Points attribués                     | Points attribués                     | Points attribués                     | Points attribués                     | Points attribués                     | Points attribués                     | Points attribués                     | Points attribués                     | Points attribués                     | Points attribués                     | Points attribués                     | Points attribués                     | Points attribués                     | Points attribués                     | Points attribués                     | Points attribués                     | Points attribués                     | Points attribués                     | Points attribués                     | Points attribués                     | Points attribués                     | Points attribués                     | Points attribués                     | Points attribués                     | Points attribués                     | Points attribués                     | Points attribués                     |
| --- | ------------------------------------ | ------------------------------------ | ------------------------------------ | ------------------------------------ | ------------------------------------ | ------------------------------------ | ------------------------------------ | ------------------------------------ | ------------------------------------ | ------------------------------------ | ------------------------------------ | ------------------------------------ | ------------------------------------ | ------------------------------------ | ------------------------------------ | ------------------------------------ | ------------------------------------ | ------------------------------------ | ------------------------------------ | ------------------------------------ | ------------------------------------ | ------------------------------------ | ------------------------------------ | ------------------------------------ | ------------------------------------ | ------------------------------------ | ------------------------------------ | ------------------------------------ | ------------------------------------ | ------------------------------------ | ------------------------------------ | ------------------------------------ | ------------------------------------ | ------------------------------------ | ------------------------------------ | ------------------------------------ | ------------------------------------ | ------------------------------------ | ------------------------------------ | ------------------------------------ | ------------------------------------ | ------------------------------------ | ------------------------------------ | ------------------------------------ | ------------------------------------ |
| Drapeau de l'Ukraine                                                                                       | Drapeau de l'Azerbaïdjan             | Drapeau de la Biélorussie            | Drapeau de Saint-Marin               | Drapeau des Pays-Bas                 | Drapeau de la Macédoine              | Drapeau de Malte                     | Drapeau de la Géorgie                | Drapeau de l'Espagne                 | Drapeau de l'Autriche                | Drapeau du Danemark                  | Drapeau du Royaume-Uni               | Drapeau de la Suède                  | Drapeau de la Lettonie               | Drapeau de l'Albanie                 | Drapeau de la Croatie                | Drapeau de l'Irlande                 | Drapeau de la Roumanie               | Drapeau de la Tchéquie               | Drapeau de l'Islande                 | Drapeau de la Moldavie               | Drapeau de la Belgique               | Drapeau de la Norvège                | Drapeau de la France                 | Drapeau de l'Italie                  | Drapeau de l'Australie               | Drapeau de l'Estonie                 | Drapeau de la Serbie                 | Drapeau de Chypre                    | Drapeau de l'Arménie                 | Drapeau de la Bulgarie               | Drapeau de la Grèce                  | Drapeau de la Hongrie                | Drapeau du Monténégro                | Drapeau de l'Allemagne               | Drapeau de la Finlande               | Drapeau de la Russie                 | Drapeau de la Suisse                 | Drapeau d’Israël                     | Drapeau de la Pologne                | Drapeau de la Lituanie               | Drapeau de la Slovénie               | Drapeau du Portugal                  | Total                                |                                      |                                      |
| Pays | Ukraine                              |                                      | 8                                    | 12                                   | 5                                    | –                                    | 4                                    | –                                    | 8                                    | –                                    | –                                    | –                                    | –                                    | –                                    | 3                                    | –                                    | –                                    | –                                    | –                                    | 12                                   | –                                    | 10                                   | –                                    | –                                    | 4                                    | 8                                    | –                                    | –                                    | –                                    | 2                                    | 4                                    | 1                                    | –                                    | –                                    | 7                                    | –                                    | –                                    | 8                                    | –                                    | 7                                    | 12                                   | –                                    | –                                    | 4                                    | 119                                  |
| Pays | Espagne                              | –                                    | –                                    | –                                    | –                                    | –                                    | –                                    | –                                    | –                                    |                                      | –                                    | –                                    | –                                    | –                                    | –                                    | –                                    | –                                    | –                                    | –                                    | –                                    | –                                    | –                                    | –                                    | –                                    | 5                                    | –                                    | –                                    | –                                    | –                                    | –                                    | –                                    | –                                    | –                                    | –                                    | –                                    | –                                    | –                                    | –                                    | 1                                    | –                                    | –                                    | –                                    | –                                    | 12                                   | 18                                   |
| Pays | Slovénie                             | –                                    | –                                    | –                                    | –                                    | –                                    | 2                                    | –                                    | –                                    | –                                    | –                                    | –                                    | –                                    | –                                    | –                                    | –                                    | 7                                    | –                                    | –                                    | –                                    | –                                    | –                                    | –                                    | –                                    | –                                    | –                                    | –                                    | –                                    | 8                                    | –                                    | –                                    | –                                    | –                                    | –                                    | 6                                    | –                                    | –                                    | –                                    | –                                    | –                                    | –                                    | –                                    |                                      | –                                    | 23                                   |
| Pays | Lituanie                             | 2                                    | –                                    | –                                    | –                                    | –                                    | –                                    | 5                                    | 7                                    | –                                    | –                                    | –                                    | 12                                   | 7                                    | 12                                   | –                                    | –                                    | 12                                   | –                                    | –                                    | –                                    | –                                    | –                                    | 12                                   | –                                    | –                                    | –                                    | 12                                   | –                                    | 6                                    | –                                    | –                                    | –                                    | –                                    | –                                    | 4                                    | –                                    | –                                    | –                                    | –                                    | –                                    |                                      | –                                    | –                                    | 91                                   |
| Pays | Autriche                             | –                                    | –                                    | –                                    | –                                    | 3                                    | –                                    | –                                    | 1                                    | –                                    |                                      | 10                                   | –                                    | 2                                    | –                                    | 2                                    | –                                    | –                                    | –                                    | –                                    | 5                                    | –                                    | 3                                    | 8                                    | –                                    | –                                    | –                                    | 6                                    | –                                    | –                                    | 6                                    | 4                                    | –                                    | 3                                    | –                                    | 5                                    | 3                                    | –                                    | 4                                    | 1                                    | –                                    | 3                                    | 2                                    | –                                    | 71                                   |
| Pays | Estonie                              | 3                                    | –                                    | –                                    | –                                    | –                                    | –                                    | –                                    | 6                                    | 2                                    | –                                    | –                                    | –                                    | –                                    | 10                                   | 4                                    | –                                    | 4                                    | –                                    | 5                                    | –                                    | 1                                    | –                                    | –                                    | 7                                    | 6                                    | –                                    |                                      | –                                    | 4                                    | 2                                    | 2                                    | 4                                    | –                                    | –                                    | –                                    | 12                                   | 3                                    | –                                    | 8                                    | –                                    | 12                                   | –                                    | 7                                    | 102                                  |
| Pays | Norvège                              | –                                    | 7                                    | 10                                   | –                                    | 1                                    | –                                    | –                                    | –                                    | 3                                    | –                                    | 8                                    | –                                    | 8                                    | 2                                    | –                                    | –                                    | –                                    | –                                    | –                                    | 4                                    | 5                                    | –                                    |                                      | –                                    | –                                    | 1                                    | 2                                    | 3                                    | 5                                    | 7                                    | –                                    | 3                                    | 5                                    | –                                    | –                                    | –                                    | 5                                    | –                                    | –                                    | –                                    | –                                    | 5                                    | –                                    | 84                                   |
| Pays | Portugal                             | –                                    | –                                    | –                                    | –                                    | –                                    | –                                    | –                                    | –                                    | –                                    | –                                    | –                                    | –                                    | –                                    | –                                    | –                                    | –                                    | –                                    | –                                    | –                                    | –                                    | –                                    | –                                    | –                                    | 8                                    | –                                    | –                                    | –                                    | –                                    | –                                    | –                                    | –                                    | –                                    | –                                    | –                                    | –                                    | –                                    | –                                    | 10                                   | –                                    | –                                    | –                                    | –                                    |                                      | 18                                   |
| Pays | Royaume-Uni                          | –                                    | –                                    | –                                    | 1                                    | –                                    | –                                    | 1                                    | –                                    | –                                    | –                                    | 3                                    |                                      | –                                    | –                                    | 3                                    | –                                    | 10                                   | –                                    | –                                    | –                                    | –                                    | –                                    | –                                    | –                                    | –                                    | 6                                    | –                                    | –                                    | –                                    | –                                    | –                                    | –                                    | –                                    | –                                    | 1                                    | –                                    | –                                    | –                                    | –                                    | –                                    | –                                    | –                                    | –                                    | 25                                   |
| Pays | Serbie                               | –                                    | –                                    | –                                    | –                                    | –                                    | 10                                   | –                                    | –                                    | –                                    | 8                                    | –                                    | –                                    | –                                    | –                                    | –                                    | 12                                   | –                                    | –                                    | –                                    | –                                    | –                                    | –                                    | –                                    | 1                                    | 1                                    | –                                    | –                                    |                                      | –                                    | –                                    | 7                                    | –                                    | –                                    | 12                                   | –                                    | –                                    | –                                    | 12                                   | –                                    | –                                    | –                                    | 12                                   | –                                    | 75                                   |
| Pays | Allemagne                            | –                                    | 3                                    | –                                    | 4                                    | 12                                   | –                                    | 4                                    | –                                    | 6                                    | 6                                    | 12                                   | 3                                    | 5                                    | –                                    | 8                                    | 3                                    | 8                                    | 4                                    | 3                                    | 8                                    | 4                                    | 2                                    | 6                                    | –                                    | 3                                    | 2                                    | –                                    | –                                    | 3                                    | –                                    | –                                    | 2                                    | 1                                    | –                                    |                                      | –                                    | –                                    | 6                                    | 3                                    | 1                                    | 2                                    | 4                                    | 8                                    | 136                                  |
| Pays | Albanie                              | –                                    | –                                    | –                                    | –                                    | –                                    | 12                                   | –                                    | –                                    | –                                    | 2                                    | –                                    | –                                    | –                                    | –                                    |                                      | 4                                    | –                                    | –                                    | –                                    | –                                    | –                                    | –                                    | –                                    | –                                    | 12                                   | –                                    | –                                    | –                                    | –                                    | –                                    | –                                    | 10                                   | –                                    | 10                                   | –                                    | –                                    | –                                    | 7                                    | –                                    | –                                    | –                                    | 1                                    | –                                    | 58                                   |
| Pays | France                               | 7                                    | –                                    | –                                    | –                                    | –                                    | –                                    | –                                    | 4                                    | 4                                    | –                                    | –                                    | –                                    | –                                    | –                                    | 5                                    | –                                    | –                                    | –                                    | –                                    | 6                                    | –                                    | 8                                    | 1                                    |                                      | –                                    | –                                    | –                                    | –                                    | 1                                    | 5                                    | –                                    | –                                    | –                                    | –                                    | –                                    | 4                                    | –                                    | –                                    | 6                                    | 3                                    | 5                                    | –                                    | –                                    | 59                                   |
| Pays | Rép. tchèque                         | 10                                   | 6                                    | 5                                    | 10                                   | 6                                    | 5                                    | 3                                    | –                                    | 10                                   | 12                                   | 6                                    | 5                                    | 3                                    | 4                                    | –                                    | 5                                    | 7                                    | 3                                    |                                      | 10                                   | 6                                    | 1                                    | 4                                    | –                                    | –                                    | 3                                    | 5                                    | 5                                    | 8                                    | 8                                    | 3                                    | 7                                    | 8                                    | –                                    | 8                                    | 5                                    | 2                                    | –                                    | 12                                   | 4                                    | 8                                    | 8                                    | –                                    | 215                                  |
| Pays | Danemark                             | 8                                    | –                                    | 7                                    | 6                                    | 8                                    | –                                    | 2                                    | 2                                    | –                                    | 5                                    |                                      | 2                                    | 12                                   | 5                                    | –                                    | 2                                    | 2                                    | 2                                    | 7                                    | 12                                   | –                                    | 5                                    | 10                                   | 2                                    | 4                                    | 10                                   | 8                                    | 4                                    | –                                    | –                                    | –                                    | –                                    | 12                                   | –                                    | 3                                    | 10                                   | 7                                    | 2                                    | 4                                    | 6                                    | 10                                   | 7                                    | 2                                    | 188                                  |
| Pays | Australie                            | –                                    | –                                    | –                                    | –                                    | –                                    | –                                    | 6                                    | –                                    | –                                    | –                                    | 2                                    | 1                                    | –                                    | –                                    | –                                    | –                                    | –                                    | –                                    | –                                    | –                                    | –                                    | –                                    | –                                    | –                                    | –                                    |                                      | –                                    | –                                    | –                                    | –                                    | –                                    | –                                    | –                                    | –                                    | –                                    | –                                    | –                                    | –                                    | –                                    | –                                    | –                                    | –                                    | –                                    | 9                                    |
| Pays | Finlande                             | –                                    | –                                    | –                                    | –                                    | –                                    | –                                    | –                                    | –                                    | –                                    | –                                    | –                                    | –                                    | 6                                    | –                                    | –                                    | –                                    | –                                    | –                                    | –                                    | 3                                    | –                                    | –                                    | –                                    | –                                    | –                                    | 4                                    | 10                                   | –                                    | –                                    | –                                    | –                                    | –                                    | –                                    | –                                    | –                                    |                                      | –                                    | –                                    | –                                    | –                                    | –                                    | –                                    | –                                    | 23                                   |
| Pays | Bulgarie                             | –                                    | 1                                    | 1                                    | –                                    | –                                    | 7                                    | 7                                    | –                                    | 5                                    | –                                    | –                                    | 6                                    | –                                    | –                                    | 6                                    | 1                                    | –                                    | 5                                    | 1                                    | –                                    | 3                                    | –                                    | –                                    | –                                    | –                                    | –                                    | –                                    | 2                                    | 12                                   | –                                    |                                      | 5                                    | –                                    | 4                                    | –                                    | –                                    | –                                    | –                                    | –                                    | –                                    | –                                    | –                                    | –                                    | 66                                   |
| Pays | Moldavie                             | 6                                    | 4                                    | 6                                    | 2                                    | –                                    | 1                                    | –                                    | 3                                    | –                                    | –                                    | –                                    | 4                                    | –                                    | 7                                    | –                                    | –                                    | 1                                    | 12                                   | 6                                    | –                                    |                                      | –                                    | –                                    | 6                                    | 10                                   | 5                                    | 1                                    | 1                                    | –                                    | 1                                    | 8                                    | 1                                    | 2                                    | –                                    | –                                    | –                                    | 12                                   | –                                    | 10                                   | –                                    | –                                    | –                                    | 6                                    | 115                                  |
| Pays | Suède                                | –                                    | 2                                    | –                                    | –                                    | –                                    | –                                    | –                                    | –                                    | –                                    | –                                    | 7                                    | –                                    |                                      | –                                    | –                                    | –                                    | –                                    | –                                    | –                                    | 2                                    | –                                    | –                                    | 3                                    | –                                    | –                                    | –                                    | –                                    | –                                    | –                                    | –                                    | –                                    | –                                    | –                                    | 2                                    | –                                    | –                                    | 1                                    | –                                    | –                                    | –                                    | 4                                    | –                                    | –                                    | 21                                   |
| Pays | Hongrie                              | 1                                    | –                                    | 2                                    | –                                    | 2                                    | –                                    | –                                    | –                                    | –                                    | 3                                    | –                                    | –                                    | –                                    | –                                    | –                                    | –                                    | –                                    | 10                                   | –                                    | –                                    | 2                                    | –                                    | –                                    | –                                    | 2                                    | –                                    | 3                                    | 12                                   | –                                    | –                                    | 5                                    | –                                    |                                      | 3                                    | 2                                    | 8                                    | –                                    | –                                    | –                                    | 7                                    | –                                    | 3                                    | –                                    | 65                                   |
| Pays | Israël                               | 12                                   | 12                                   | 8                                    | 12                                   | 10                                   | 3                                    | 8                                    | 12                                   | 12                                   | 7                                    | –                                    | 7                                    | 10                                   | 8                                    | 1                                    | 6                                    | 6                                    | 8                                    | 10                                   | 7                                    | 12                                   | 10                                   | 7                                    | 12                                   | 7                                    | 12                                   | –                                    | 7                                    | 10                                   | 10                                   | 10                                   | 6                                    | 10                                   | 1                                    | 10                                   | 7                                    | 10                                   | 5                                    |                                      | 10                                   | 1                                    | –                                    | 1                                    | 317                                  |
| Pays | Pays-Bas                             | –                                    | –                                    | –                                    | –                                    |                                      | –                                    | –                                    | –                                    | –                                    | –                                    | 5                                    | –                                    | 1                                    | –                                    | –                                    | –                                    | 3                                    | –                                    | –                                    | –                                    | –                                    | 12                                   | 5                                    | –                                    | –                                    | –                                    | –                                    | –                                    | –                                    | –                                    | –                                    | –                                    | 4                                    | –                                    | –                                    | 2                                    | –                                    | –                                    | –                                    | –                                    | –                                    | –                                    | –                                    | 32                                   |
| Pays | Irlande                              | –                                    | –                                    | –                                    | 3                                    | 4                                    | –                                    | –                                    | –                                    | 1                                    | 4                                    | 4                                    | 10                                   | –                                    | –                                    | 7                                    | –                                    |                                      | 1                                    | 4                                    | –                                    | –                                    | 4                                    | –                                    | –                                    | –                                    | 8                                    | –                                    | –                                    | –                                    | –                                    | –                                    | –                                    | –                                    | –                                    | 7                                    | –                                    | –                                    | –                                    | –                                    | 2                                    | –                                    | –                                    | 3                                    | 62                                   |
| Pays | Chypre                               | 4                                    | 10                                   | 3                                    | 7                                    | 5                                    | 8                                    | 10                                   | 10                                   | 8                                    | 1                                    | 1                                    | 8                                    | 4                                    | 1                                    | 10                                   | 8                                    | 5                                    | 7                                    | 8                                    | 1                                    | 7                                    | 7                                    | 2                                    | 3                                    | 5                                    | 7                                    | 4                                    | 10                                   |                                      | 12                                   | 12                                   | 12                                   | 7                                    | 5                                    | 6                                    | 1                                    | 4                                    | 3                                    | 2                                    | 8                                    | 6                                    | 6                                    | 5                                    | 253                                  |
| Pays | Italie                               | 5                                    | 5                                    | 4                                    | 8                                    | 7                                    | 6                                    | 12                                   | 5                                    | 7                                    | 10                                   | –                                    | –                                    | –                                    | 6                                    | 12                                   | 10                                   | –                                    | 6                                    | 2                                    | –                                    | 8                                    | 6                                    | –                                    | 10                                   |                                      | –                                    | 7                                    | 6                                    | 7                                    | 3                                    | 6                                    | 8                                    | 6                                    | 8                                    | 12                                   | 6                                    | 6                                    | 8                                    | 5                                    | 5                                    | 7                                    | 10                                   | 10                                   | 249                                  |
| Le tableau suit verticalement l'ordre de passage des pays participants et horizontalement l'ordre de vote. |                                      |                                      |                                      |                                      |                                      |                                      |                                      |                                      |                                      |                                      |                                      |                                      |                                      |                                      |                                      |                                      |                                      |                                      |                                      |                                      |                                      |                                      |                                      |                                      |                                      |                                      |                                      |                                      |                                      |                                      |                                      |                                      |                                      |                                      |                                      |                                      |                                      |                                      |                                      |                                      |                                      |                                      |                                      |                                      |                                      |

| Finale                                                    | Jurys | Jurys  | Télévote | Télévote | Total | Total  |
| Finale                                                    | Place | Points | Place    | Points   | Place | Points |
| --------------------------------------------------------- | ----- | ------ | -------- | -------- | ----- | ------ |
| Ukraine                                                   | 26e   | 11     | 7e       | 119      | 17e   | 130    |
| Espagne                                                   | 18e   | 43     | 24e      | 18       | 23e   | 61     |
| Slovénie                                                  | 19e   | 41     | 22e      | 23       | 22e   | 64     |
| Lituanie                                                  | 11e   | 90     | 10e      | 91       | 12e   | 181    |
| Autriche                                                  | 1re   | 271    | 13e      | 71       | 3e    | 342    |
| Estonie                                                   | 6e    | 143    | 9e       | 102      | 8e    | 245    |
| Norvège                                                   | 16e   | 60     | 11e      | 84       | 15e   | 144    |
| Portugal                                                  | 25e   | 21     | 25e      | 18       | 26e   | 39     |
| Royaume-Uni                                               | 23e   | 23     | 20e      | 25       | 24e   | 48     |
| Serbie                                                    | 21e   | 38     | 12e      | 75       | 19e   | 113    |
| Allemagne                                                 | 4e    | 204    | 6e       | 136      | 4e    | 340    |
| Albanie                                                   | 7e    | 126    | 18e      | 58       | 11e   | 184    |
| France                                                    | 8e    | 114    | 17e      | 59       | 13e   | 173    |
| Tchéquie                                                  | 15e   | 66     | 4e       | 215      | 6e    | 281    |
| Danemark                                                  | 20e   | 38     | 5e       | 188      | 9e    | 226    |
| Australie                                                 | 12e   | 90     | 26e      | 9        | 20e   | 99     |
| Finlande                                                  | 24e   | 23     | 21e      | 23       | 25e   | 46     |
| Bulgarie                                                  | 9e    | 100    | 14e      | 66       | 14e   | 166    |
| Moldavie                                                  | 10e   | 94     | 8e       | 115      | 10e   | 209    |
| Suède                                                     | 2e    | 253    | 23e      | 21       | 7e    | 274    |
| Hongrie                                                   | 22e   | 28     | 15e      | 65       | 21e   | 93     |
| Israël                                                    | 3e    | 212    | 1re      | 317      | 1re   | 529    |
| Pays-Bas                                                  | 13e   | 89     | 19e      | 32       | 18e   | 121    |
| Irlande                                                   | 14e   | 74     | 16e      | 62       | 16e   | 136    |
| Chypre                                                    | 5e    | 183    | 2e       | 253      | 2e    | 436    |
| Italie                                                    | 17e   | 59     | 3e       | 249      | 5e    | 308    |
| Le tableau suit l'ordre de passage des pays participants. |       |        |          |          |       |        |

### Prix Marcel-Bezençon
Les prix Marcel-Bezençon sont remis pour la première fois durant le Concours Eurovision de la chanson 2002 à Tallinn en Estonie pour honorer les meilleures chansons en compétition lors de la finale. Fondés par Christer Björkman (représentant de la Suède lors du Concours 1992 et producteur des concours 2013 et 2016) et Richard Herrey (membre des Herreys et vainqueur suédois du Concours 1984), les prix portent le nom du créateur de la compétition annuelle, Marcel Bezençon. Remis tous les ans, ils sont répartis en trois catégories : le prix de la presse attribué par les médias accrédités à la meilleure chanson, le prix de la meilleure performance artistique attribué au meilleur artiste par les commentateurs du concours et, enfin, le prix de la meilleure composition attribué par les auteurs-compositeurs participants aux meilleurs compositeurs de la soirée. En 2018, les candidats récompensés sont :
| Catégories                                  | Pays     | Chanson | Chanteur(s)     | Compositeur(s)                                                                  |
| ------------------------------------------- | -------- | ------- | --------------- | ------------------------------------------------------------------------------- |
| Prix de la meilleure performance artistique | Chypre   | Fuego   | Eleni Foureira  | Alex Papaconstantinou, Geraldo Sandell, Viktor Svensson, Anderz Wrethov Didrick |
| Prix de la meilleure composition            | Bulgarie | Bones   | Equinox         | Borislav Milanov, Trey Campbell, Joacim Persson, Dag Lundberg                   |
| Prix de la presse                           | France   | Mercy   | Madame Monsieur | Émilie Satt, Jean-Karl Lucas                                                    |

## Incidents et controverses

### Éligibilité de la chanson biélorusse
Il a été rapporté sur le réseau social VK le 10 janvier 2018 que le chanteur ukrainien Alekseev avait déjà chanté la version russe de son titre Forever en mai 2017 à Stavropol — avant la date de soumission officielle des chansons fixée par l'UER, soit le 1er septembre 2017 —, ce qui représente potentiellement une violation du règlement du Concours. Six participants menacent de se retirer de la sélection nationale si la chanson est autorisée pour la sélection, Sofi Lapina étant finalement la seule chanteuse à mettre ses menaces à exécution. Alekseev a été autorisé à participer à la sélection  avec une version remaniée de l'instrumentation de la chanson, la remportant par la suite. L'UER annonce le 23 février 2018 que le chanteur avait obtenu l'autorisation de chanter la version originale anglaise de sa chanson. Quelques semaines après cette déclaration, Alekseev publie une nouvelle version de sa chanson le 28 mars 2018, confirmant par la suite qu'il chanterait cette version au Concours.

### Blessure de Mikolas Josef pendant les répétitions
Le 29 avril 2018, lors de sa première répétition, Mikolas Josef, représentant de la Tchéquie a été blessé au dos pendant qu'il réalisait les acrobaties composant sa performance. Sur son compte Instagram, le chanteur a alors posté « Je peux confirmer que j'ai été blessé pendant les répétitions et que la situation s'est aggravée après quelques heures. Je ne peux même plus marcher maintenant. Je suis revenu du premier hôpital et je me dirige vers un autre. ». Il a ensuite dit qu'il chanterait quoi qu'il arrive. La performance lors de la demi-finale a alors été revue et altérée de manière à ne pas aggraver sa condition physique. Cependant, lors de la finale, les acrobaties ont été réintégrées.

### Censure du diffuseur chinois
Dans la journée du 10 mai 2018 et juste avant la deuxième demi-finale, l'UER a rompu son partenariat avec le diffuseur chinois Hunan Télévision — qui retransmettait le Concours sur sa chaîne Mango TV — à la suite de la censure des prestations albanaise et irlandaise lors de la première demi-finale. La première a été censurée en raison de l'interdiction de montrer toute personne portant des tatouages à la télévision chinoise ; la seconde en raison de la danse entre deux hommes de la performance,. Le pays n'a donc pas pu diffuser la deuxième demi-finale et la finale du Concours.

### Incident de la prestation britannique
Lors de sa prestation, la chanteuse SuRie, représentante du Royaume-Uni, est interrompue par un homme qui bondit sur scène et lui arrache son micro des mains. Il voulait protester contre la présence du Royaume-Uni malgré le Brexit, déclarant au micro : « Modern Nazis of The UK media, we demand freedom! War is not peace! » (en français : « À tous les médias modernes nazis du Royaume-Uni, nous exigeons la liberté ! La guerre n'est pas la paix ! »),. La BBC a demandé un nouveau passage, ce qui lui a été accordé. Quelques minutes après cette annonce, la BBC a révélé que la candidate anglaise SuRie « se dit satisfaite de sa prestation et ne souhaite pas repasser ».
Invitée lors de l'émission This Morning diffusée sur ITV le 14 mai 2018, deux jours après la finale, la chanteuse s'est confiée sur ce qu'elle qualifie d'une « soirée de surprises », affirmant :

« Il n'y avait aucun moment où ressentir de la peur. La sécurité est arrivée vers lui aussi rapidement qu'il est arrivé vers moi. Il a pris le micro, durant quelques secondes il était hors de mes mains, mais la chanson continuait, les chœurs étaient toujours en train de chanter, alors je suis retournée vers l'arrière de la scène un moment, mais j'étais toujours en train d'applaudir avec la foule. Je me suis retournée et j'ai vu le micro par terre, je me suis dit « C'est le mien, je vais terminer la chanson. »

 Elle a aussi évoqué les blessures reçues lors de l'incident : « J'ai quelques bleus là où je tenais le micro mais je vais bien. Pareil pour mon épaule du côté où il est arrivé. »,.

## Retransmission du Concours
Le Concours a été diffusé dans quarante-huit pays : les quarante-trois participants ainsi que cinq supplémentaires non-participants. Il a également été diffusé en direct sur la plateforme YouTube.

### Dans les pays participants
| Pays        | Diffuseur et commentateur(s)                                                  | Diffuseur et commentateur(s)                    | Diffuseur et commentateur(s)                    | Porte-parole                 | Réf.    |
| Pays        | Première demi-finale                                                          | Deuxième demi-finale                            | Finale                                          | Porte-parole                 | Réf.    |
| ----------- | ----------------------------------------------------------------------------- | ----------------------------------------------- | ----------------------------------------------- | ---------------------------- | ------- |
| Albanie     | RTSH                                                                          | RTSH                                            | RTSH                                            | Andri Xhahu                  | [ 90 ]  |
| Albanie     | Andri Xhahu                                                                   |                                                 |                                                 | Andri Xhahu                  | [ 90 ]  |
| Allemagne   | One                                                                           | One                                             | Das Erste                                       | Barbara Schöneberger         | ,       |
| Allemagne   | Peter Urban                                                                   |                                                 |                                                 | Barbara Schöneberger         | ,       |
| Arménie     | Arménie 1                                                                     | Arménie 1                                       | Arménie 1                                       | Arsen Grigoryan              | [ 93 ]  |
| Arménie     | Avet Barseghyan et Felix Khachatryan                                          |                                                 |                                                 | Arsen Grigoryan              | [ 93 ]  |
| Australie   | SBS                                                                           | SBS                                             | SBS                                             | Ricardo Gonçalves            | [ 94 ]  |
| Australie   | Myf Warhurst et Joel Creasey                                                  |                                                 |                                                 | Ricardo Gonçalves            | [ 94 ]  |
| Autriche    | ORF 1                                                                         | ORF 1                                           | ORF 1                                           | Kati Bellowitsch             | ,       |
| Autriche    | Andi Knoll                                                                    |                                                 |                                                 | Kati Bellowitsch             | ,       |
| Azerbaïdjan | İTV                                                                           | İTV                                             | İTV                                             | Tural Asadov                 | [ 97 ]  |
| Azerbaïdjan | Azər Süleymanlı                                                               |                                                 |                                                 | Tural Asadov                 | [ 97 ]  |
| Belgique    | (fr) La Une                                                                   | (fr) La Une                                     | (fr) La Une                                     | Danira Boukhriss Terkessidis | [ 98 ]  |
| Belgique    | Maureen Louys et Jean-Louis Lahaye                                            |                                                 |                                                 | Danira Boukhriss Terkessidis | [ 98 ]  |
| Belgique    | (nl) Één                                                                      | (nl) Één                                        | (nl) Één                                        | Danira Boukhriss Terkessidis | [ 99 ]  |
| Belgique    | Peter van de Veire                                                            |                                                 |                                                 | Danira Boukhriss Terkessidis | [ 99 ]  |
| Biélorussie | Belarus 1, Belarus 24                                                         | Belarus 1, Belarus 24                           | Belarus 1, Belarus 24                           | NAVI                         | [ 100 ] |
| Biélorussie | Evgeny Perlin                                                                 |                                                 |                                                 | NAVI                         | [ 100 ] |
| Bulgarie    | BNT 1                                                                         | BNT 1                                           | BNT 1                                           | Joanna Dragneva              | [ 101 ] |
| Bulgarie    | Elena Rosberg et Georgi Kushvaliev                                            |                                                 |                                                 | Joanna Dragneva              | [ 101 ] |
| Chypre      | CyBC                                                                          | CyBC                                            | CyBC                                            | Hovig                        | [ 102 ] |
| Chypre      | Costas Constantinou et Vaso Kominou                                           |                                                 |                                                 | Hovig                        | [ 102 ] |
| Croatie     | HRT 1                                                                         | HRT 1                                           | HRT 1                                           | Uršula Tolj                  | [ 103 ] |
| Croatie     | Duško Ćurlić                                                                  |                                                 |                                                 | Uršula Tolj                  | [ 103 ] |
| Danemark    | DR1                                                                           | DR1                                             | DR1                                             | Ulla Essendrop               | [ 104 ] |
| Danemark    | Ole Tøpholm                                                                   |                                                 |                                                 | Ulla Essendrop               | [ 104 ] |
| Espagne     | La 2                                                                          | La 2                                            | La 1, TVE Internacional                         | Nieves Álvarez               | [ 105 ] |
| Espagne     | Tony Aguilar et Julia Varela                                                  |                                                 |                                                 | Nieves Álvarez               | [ 105 ] |
| Estonie     | (et) ETV                                                                      | (et) ETV                                        | (et) ETV                                        | Ott Evestus                  | [ 106 ] |
| Estonie     | Marko Reikop                                                                  |                                                 |                                                 | Ott Evestus                  | [ 106 ] |
| Estonie     | (ru) ETV+                                                                     | (ru) ETV+                                       | (ru) ETV+                                       | Ott Evestus                  | [ 107 ] |
| Estonie     | Aleksandr Hobotov et Julia Kalenda                                            |                                                 |                                                 | Ott Evestus                  | [ 107 ] |
| Finlande    | Yle TV2                                                                       | Yle TV2                                         | Yle TV2                                         | Anna Abreu                   | [ 108 ] |
| Finlande    | (fi) Mikko Silvennoinen et Krista Siegfrids (sv) Eva Frantz et Johan Lindroos |                                                 |                                                 | Anna Abreu                   | [ 108 ] |
| France      | France 4                                                                      | France 4                                        | France 2                                        | Élodie Gossuin               | [ 109 ] |
| France      | Christophe Willem et André Manoukian                                          | Christophe Willem et André Manoukian            | Stéphane Bern, Christophe Willem et Alma        | Élodie Gossuin               | [ 109 ] |
| Géorgie     | Pirveli Arkhi                                                                 | Pirveli Arkhi                                   | Pirveli Arkhi                                   | Tamara Gatchetchiladze       | [ 110 ] |
| Géorgie     | Demetre Ergemlidze                                                            |                                                 |                                                 | Tamara Gatchetchiladze       | [ 110 ] |
| Grèce       | ERT1, ERT HD, ERT World, ERA 2, Voice of Greece                               | ERT1, ERT HD, ERT World, ERA 2, Voice of Greece | ERT1, ERT HD, ERT World, ERA 2, Voice of Greece | Olyna Xenopoulou             | [ 111 ] |
| Grèce       | Alexandros Lizardos et Daphne Skalioni                                        |                                                 |                                                 | Olyna Xenopoulou             | [ 111 ] |
| Hongrie     | Duna                                                                          | Duna                                            | Duna                                            | Bence Forró                  | [ 112 ] |
| Hongrie     | Krisztina Rátonyi et Freddie                                                  |                                                 |                                                 | Bence Forró                  | [ 112 ] |
| Irlande     | RTÉ Two                                                                       | RTÉ Two                                         | RTÉ One                                         | Nicky Byrne                  | [ 113 ] |
| Irlande     | Marty Whelan                                                                  |                                                 |                                                 | Nicky Byrne                  | [ 113 ] |
| Islande     | RÚV                                                                           | RÚV                                             | RÚV                                             | Edda Sif Pálsdóttir          | ,       |
| Islande     | Gísli Marteinn Baldursson                                                     |                                                 |                                                 | Edda Sif Pálsdóttir          | ,       |
| Israël      | Kan 11                                                                        | Kan 11                                          | Kan 11                                          | Lucy Ayoub                   | [ 116 ] |
| Israël      | Erez Tal                                                                      |                                                 |                                                 | Lucy Ayoub                   | [ 116 ] |
| Italie      | Rai 4                                                                         | Rai 4                                           | Rai 1                                           | Giulia Valentina Palermo     | [ 117 ] |
| Italie      | Carolina Di Domenico et Saverio Raimondo                                      | Carolina Di Domenico et Saverio Raimondo        | Serena Rossi et Federico Russo                  | Giulia Valentina Palermo     | [ 117 ] |
| Italie      | Non diffusées                                                                 | Non diffusées                                   | Rai Radio 2                                     | Giulia Valentina Palermo     | [ 117 ] |
| Italie      | Non diffusées                                                                 | Non diffusées                                   | Carolina Di Domenico et Ema Stokholma           | Giulia Valentina Palermo     | [ 117 ] |
| Lettonie    | LTV1                                                                          | LTV1                                            | LTV1                                            | Dagmāra Legante              | [ 118 ] |
| Lettonie    | Toms Grēviņš                                                                  | Toms Grēviņš                                    | Toms Grēviņš et Magnuss Eriņš                   | Dagmāra Legante              | [ 118 ] |
| Lituanie    | LRT Televizija, LRT Radijas                                                   | LRT Televizija, LRT Radijas                     | LRT Televizija, LRT Radijas                     | Eglė Daugėlaitė              | [ 119 ] |
| Lituanie    | Darius Užkuraitis et Gerūta Griniūtė                                          |                                                 |                                                 | Eglė Daugėlaitė              | [ 119 ] |
| Macédoine   | MRT 1                                                                         | MRT 1                                           | MRT 1                                           | Jana Burčeska                | [ 120 ] |
| Macédoine   | Karolina Petkovska                                                            |                                                 |                                                 | Jana Burčeska                | [ 120 ] |
| Malte       | TVM                                                                           | TVM                                             | TVM                                             | Lara Azzopardi               | [ 121 ] |
| Malte       | Pas de commentaire                                                            |                                                 |                                                 | Lara Azzopardi               | [ 121 ] |
| Moldavie    | Moldova 1                                                                     | Moldova 1                                       | Moldova 1                                       | Julieta Ardovan              |         |
| Moldavie    | Inconnu                                                                       |                                                 |                                                 | Julieta Ardovan              |         |
| Monténégro  | TVCG 1                                                                        | TVCG 1                                          | TVCG 1                                          | Nataša Sotra                 | [ 122 ] |
| Monténégro  | Dražen Bauković et Tijana Mišković                                            |                                                 |                                                 | Nataša Sotra                 | [ 122 ] |
| Norvège     | NRK1                                                                          | NRK1                                            | NRK1                                            | JOWST et Aleksander Walmann  | [ 123 ] |
| Norvège     | Olav Viksmo-Slettan                                                           |                                                 |                                                 | JOWST et Aleksander Walmann  | [ 123 ] |
| Norvège     | Non diffusées                                                                 | Non diffusées                                   | NRK P1                                          | JOWST et Aleksander Walmann  | [ 124 ] |
| Norvège     | Non diffusées                                                                 | Non diffusées                                   | Ole Christian Øen                               | JOWST et Aleksander Walmann  | [ 124 ] |
| Norvège     | Non diffusées                                                                 | Non diffusées                                   | NRK3                                            | JOWST et Aleksander Walmann  | [ 125 ] |
| Norvège     | Non diffusées                                                                 | Non diffusées                                   | Ronny Brede Aase, Silje Nordnes et Markus Neby  | JOWST et Aleksander Walmann  | [ 125 ] |
| Pays-Bas    | NPO 1                                                                         | NPO 1                                           | NPO 1                                           | O'G3NE                       | [ 126 ] |
| Pays-Bas    | Jan Smit et Cornald Maas                                                      |                                                 |                                                 | O'G3NE                       | [ 126 ] |
| Pologne     | TVP 1, TVP Polonia                                                            | TVP 1, TVP Polonia                              | TVP 1, TVP Polonia                              | Marcelina Zawadzka           | [ 127 ] |
| Pologne     | Artur Orzech                                                                  |                                                 |                                                 | Marcelina Zawadzka           | [ 127 ] |
| Portugal    | RTP1, RTP Internacional, RTP África                                           | RTP1, RTP Internacional, RTP África             | RTP1, RTP Internacional, RTP África             | Pedro Fernandes              | [ 128 ] |
| Portugal    | Hélder Reis et Nuno Galopim                                                   |                                                 |                                                 | Pedro Fernandes              | [ 128 ] |
| Tchéquie    | ČT2                                                                           | ČT2                                             | ČT1                                             | Radka Rosická                | ,       |
| Tchéquie    | Libor Bouček                                                                  |                                                 |                                                 | Radka Rosická                | ,       |
| Roumanie    | TVR1                                                                          | TVR1                                            | TVR1                                            | Sonia Argint-Ionescu         | [ 131 ] |
| Roumanie    | Liliana Ștefan et Radu Andrei Tudor                                           |                                                 |                                                 | Sonia Argint-Ionescu         | [ 131 ] |
| Royaume-Uni | BBC Four                                                                      | BBC Four                                        | BBC One                                         | Mel Giedroyc                 | [ 132 ] |
| Royaume-Uni | Scott Mills et Rylan Clark                                                    | Scott Mills et Rylan Clark                      | Graham Norton                                   | Mel Giedroyc                 | [ 132 ] |
| Royaume-Uni | Non diffusées                                                                 | Non diffusées                                   | BBC Radio 2                                     | Mel Giedroyc                 | [ 132 ] |
| Royaume-Uni | Non diffusées                                                                 | Non diffusées                                   | Ken Bruce                                       | Mel Giedroyc                 | [ 132 ] |
| Russie      | Pervy Kanal                                                                   | Pervy Kanal                                     | Pervy Kanal                                     | Alsou                        | [ 133 ] |
| Russie      | Yuriy Aksuta et Iana Tchourikova                                              |                                                 |                                                 | Alsou                        | [ 133 ] |
| Saint-Marin | San Marino RTV                                                                | San Marino RTV                                  | San Marino RTV                                  | John Kennedy O'Connor        | [ 134 ] |
| Saint-Marin | Lia Fiorio et Gigi Restivo                                                    |                                                 |                                                 | John Kennedy O'Connor        | [ 134 ] |
| Serbie      | RTS1                                                                          | RTS1                                            | RTS1                                            | Dragana Kosjerina            | [ 135 ] |
| Serbie      | Silvana Grujić et Tamara Petković                                             |                                                 |                                                 | Dragana Kosjerina            | [ 135 ] |
| Slovénie    | RTV SLO2                                                                      | RTV SLO2                                        | RTV SLO1                                        | Amaya                        | [ 136 ] |
| Slovénie    | Andrej Hofer                                                                  |                                                 |                                                 | Amaya                        | [ 136 ] |
| Suède       | SVT1                                                                          | SVT1                                            | SVT1                                            | Felix Sandman                | [ 137 ] |
| Suède       | Sanna Nielsen et Edward af Sillén                                             |                                                 |                                                 | Felix Sandman                | [ 137 ] |
| Suède       | SR P4                                                                         | SR P4                                           | SR P4                                           | Felix Sandman                | [ 138 ] |
| Suède       | Carolina Norén et Björn Kjellman                                              |                                                 |                                                 | Felix Sandman                | [ 138 ] |
| Suisse      | (de) SRF zwei                                                                 | (de) SRF zwei                                   | (de) SRF 1                                      | Leticia Carvalho             | [ 139 ] |
| Suisse      | Sven Epiney                                                                   |                                                 |                                                 | Leticia Carvalho             | [ 139 ] |
| Suisse      | Non diffusées                                                                 | Non diffusées                                   | (fr) RTS Un                                     | Leticia Carvalho             | [ 140 ] |
| Suisse      | Non diffusées                                                                 | Non diffusées                                   | Jean-Marc Richard et Nicolas Tanner             | Leticia Carvalho             | [ 140 ] |
| Suisse      | (it) RSI La 2                                                                 | (it) RSI La 2                                   | (it) RSI La 1                                   | Leticia Carvalho             | [ 141 ] |
| Suisse      | Clarissa Tami                                                                 |                                                 |                                                 | Leticia Carvalho             | [ 141 ] |
| Ukraine     | Pershyi                                                                       | Pershyi                                         | Pershyi                                         | Nataliia Zhyzhchenko         | [ 142 ] |
| Ukraine     | Timur Miroshnychenko et Mariya Yaremtchouk                                    |                                                 |                                                 | Nataliia Zhyzhchenko         | [ 142 ] |
| Ukraine     | STB                                                                           | STB                                             | STB                                             | Nataliia Zhyzhchenko         | [ 143 ] |
| Ukraine     | Serhiy Prytula                                                                |                                                 |                                                 | Nataliia Zhyzhchenko         | [ 143 ] |

### Dans les autres pays
| Pays       | Diffuseur et commentateur(s)         | Diffuseur et commentateur(s) | Diffuseur et commentateur(s)                                             | Réf.    |
| Pays       | Première demi-finale                 | Deuxième demi-finale         | Finale                                                                   | Réf.    |
| ---------- | ------------------------------------ | ---------------------------- | ------------------------------------------------------------------------ | ------- |
| Chine      | Mango TV                             | Retransmission annulée       | Retransmission annulée                                                   | [ 144 ] |
| Chine      | Duan Yixuan et Hei Nan               | Retransmission annulée       | Retransmission annulée                                                   | [ 144 ] |
| États-Unis | Logo TV                              | Logo TV                      | Logo TV                                                                  | [ 145 ] |
| États-Unis | Ross Mathews et Shangela             |                              |                                                                          | [ 145 ] |
| États-Unis | Non diffusées                        | Non diffusées                | WJFD-FM                                                                  | [ 146 ] |
| États-Unis | Non diffusées                        | Non diffusées                | (en) Ewan Spence et Lisa-Jayne Lewis (pt) Ana Filipa Rosa                | [ 146 ] |
| Kazakhstan | Khabar TV                            | Khabar TV                    | Khabar TV                                                                | [ 147 ] |
| Kazakhstan | Kaldybek Zhaysanbay et Diana Snegina |                              |                                                                          | [ 147 ] |
| Kosovo     | RTK                                  | RTK                          | RTK                                                                      | [ 148 ] |
| Kosovo     | Inconnu                              |                              |                                                                          | [ 148 ] |
| Slovaquie  | Non diffusées                        | Non diffusées                | Rádio FM                                                                 | [ 149 ] |
| Slovaquie  | Non diffusées                        | Non diffusées                | Daniel Baláž, Pavol Hubinák, Malíček, Ela Tolstová et Celeste Buckingham | [ 149 ] |

### Audiences
En 2018, le Concours atteint 186 000 000 de téléspectateurs, soit une hausse de 4 000 000 par rapport à l'édition 2017, pour une audience moyenne de 35,8 %. Le tableau ci-dessous résume les audiences de la finale dans différents pays diffuseurs :
| Pays                          | Part d'audience | Téléspectateurs | Ref.    |
| ----------------------------- | --------------- | --------------- | ------- |
| Allemagne                     | 33,3 %          | 8 210 000       | [ 150 ] |
| Australie                     | NC              | 266 000         | [ 151 ] |
| Autriche                      | 49 %            | 1 052 000       | [ 152 ] |
| Belgique Communauté flamande  | NC              | 685 161         | [ 151 ] |
| Belgique Communauté française | 19,91 %         | 206 154         | [ 153 ] |
| Chypre                        | 77,4 %          | 245 740         | [ 154 ] |
| Danemark                      | NC              | 1 131 000       | [ 155 ] |
| Espagne                       | 43,5 %          | 7 200 000       | [ 156 ] |
| Estonie                       | 78,7 %          | 257 000         | [ 157 ] |
| États-Unis                    | 0,02 %          | 74 000          | [ 158 ] |
| Finlande                      | NC              | 976 000         | [ 159 ] |
| France                        | 28,5 %          | 5 158 000       | [ 160 ] |
| Grèce                         | 47,9 %          | 1 854 000       | [ 161 ] |
| Hongrie                       | 15 %            | 403 559         | [ 162 ] |
| Irlande                       | 52 %            | 690 000         | [ 163 ] |
| Islande                       | 95,3 %          | NC              | [ 88 ]  |
| Israël                        | 35 %            | 1 060 000       | [ 151 ] |
| Italie                        | 18,63 %         | 3 430 000       | [ 164 ] |
| Lettonie                      | 4,9 %           | 93 800          | [ 165 ] |
| Lituanie                      | 67,7 %          | 1 300 000       | [ 166 ] |
| Norvège                       | 84 %            | 1 370 000       | [ 151 ] |
| Pays-Bas                      | 58,8 %          | 3 021 000       | [ 167 ] |
| Pologne                       | 15,6 %          | 1 518 000       | [ 168 ] |
| Portugal                      | 34,9 %          | 1 547 000       | [ 169 ] |
| Roumanie                      | NC              | 158 000         | [ 151 ] |
| Royaume-Uni                   | NC              | 6 900 000       | [ 170 ] |
| Serbie                        | 30,3 %          | 2 262 000       | [ 171 ] |
| Suède                         | NC              | 2 583 000       | [ 172 ] |
| Suisse Suisse alémanique      | 23,1 %          | 234 000         | [ 173 ] |